# Кафедральный собор Палермо
Собор Успения Девы Марии (итал. Cattedrale di Vergine Assunta; Madre Chiesa) — кафедральный собор архиепархии Палермо (Сицилия). Является местом пребывания мощей покровительницы города святой Розалии, и центром исключительно сицилийского культа данной святой, известного с XVII века. В течение XII—XVIII веков неоднократно перестраивался, соединяет в себе черты арабо-норманнской архитектуры, готического стиля и классицизма. Известен уникальными гробницами сицилийских королей и германских императоров, в правление которых Сицилийское королевство достигло своего расцвета. 3 июля 2015 года внесен ЮНЕСКО в список объектов всемирного культурного наследия.

## История собора

### Предыстория (IV—XII века)
В IV веке на месте нынешнего собора была построена церковь в честь местного мученика Мамилиана, разрушенная впоследствии вандалами. При византийцах в 604 году на том же месте был построен новый собор в честь Пресвятой Богородицы, освящённый, по местной легенде, папой Григорием Великим. В 831 году Палермо был захвачен арабами, которые превратили собор в Пятничную мечеть.

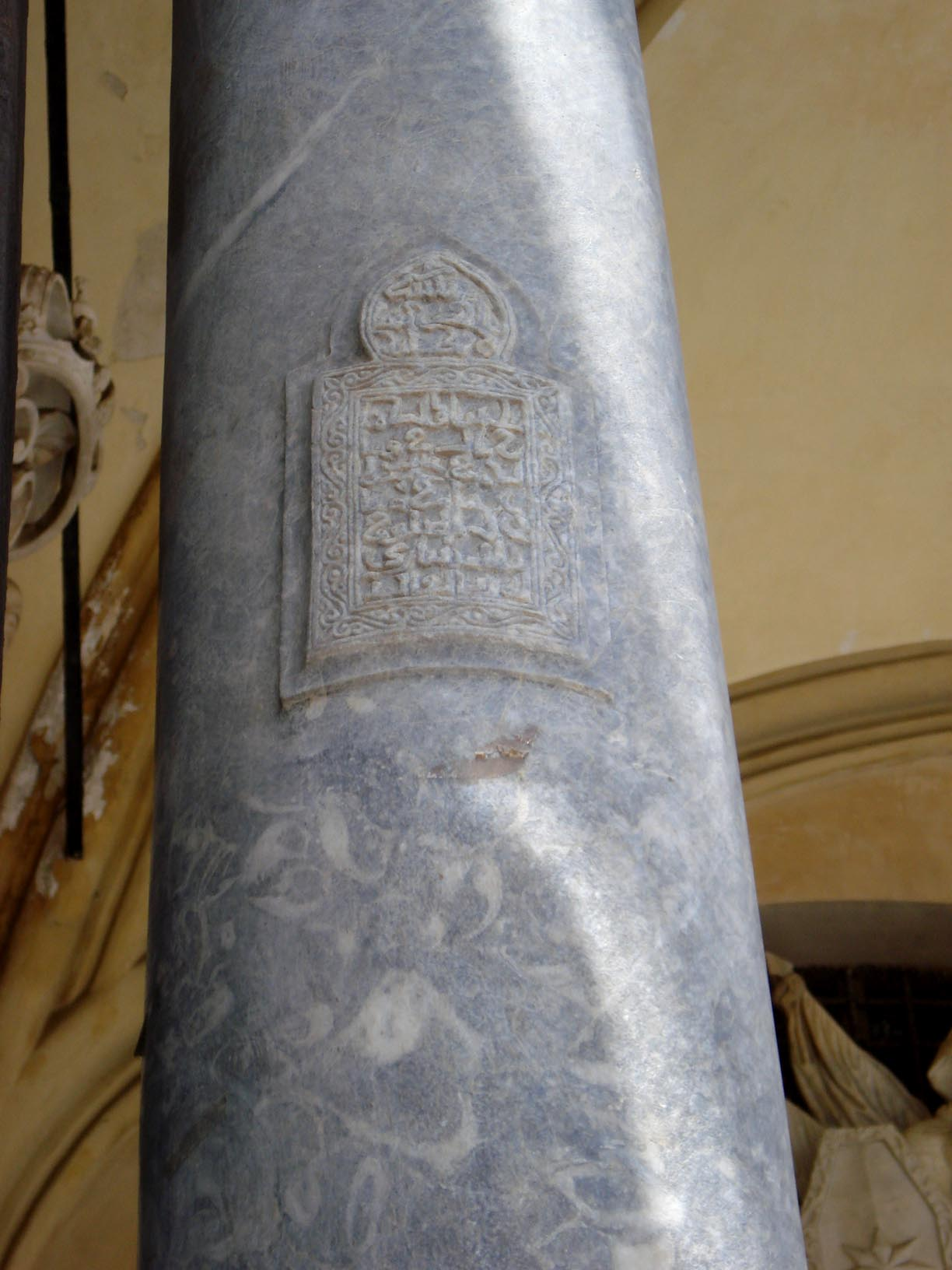
Левая колонна портика с вырезанной цитатой из Корана

6 января 1072 года норманны во главе с Робертом Гвискаром и его младшим братом Рожером взяли Палермо. В тот же день Пятничная мечеть была вновь освящена в честь Богородицы, и здесь палермский архиепископ Никодим совершил первую литургию по греческому обряду и благодарственный молебен в честь победителей. В том же 1072 году палермская кафедра была передана латинскому духовенству, а владыка Никодим, служивший по греческому обряду, был отправлен в Меццомонреале. После переезда в Палермо Аделаиды Савонской, матери Рожера II и регентши в годы его несовершеннолетия (не позднее 1112 года), собор Палермо становится главным в норманнской Сицилии. 25 декабря 1130 года Рожер II был коронован в соборе в качестве первого монарха Сицилийского королевства. Здесь же впоследствии были коронованы его преемники Вильгельм I Злой (4 апреля 1154 года) и Вильгельм II Добрый (10 мая 1166 года). В 1154 году в соборе был погребён Рожер II.
От здания собора VII—XII века до нашего времени дошли лишь крипта, по форме которой и можно судить о первоначальном строении, и левая из четырёх колонн южного портика, на стволе которой вырезана цитата из Корана.

### Норманнский собор XII—XIII веков (базилика Гуальтеро)
В 1179—1186 годах на месте старого собора амбициозный и влиятельный архиепископ Палермо Гуальтеро Оффамилио (Уолтер Милль) построил новый кафедральный собор. Сооружение нового собора было вызвано стремлением Уолтера Милля подчеркнуть столичный статус его епархии в противовес построенному Вильгельмом II Добрым собору Монреале, который стал центром нового архиепископства. Так как возможности архиепископа значительно уступали возможностям короля, базилика Гуальтеро значительно уступала своему конкуренту из Монреале по пышности убранства.

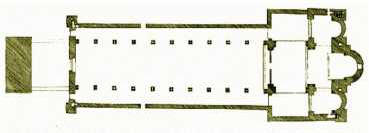
План собора в конце XII века

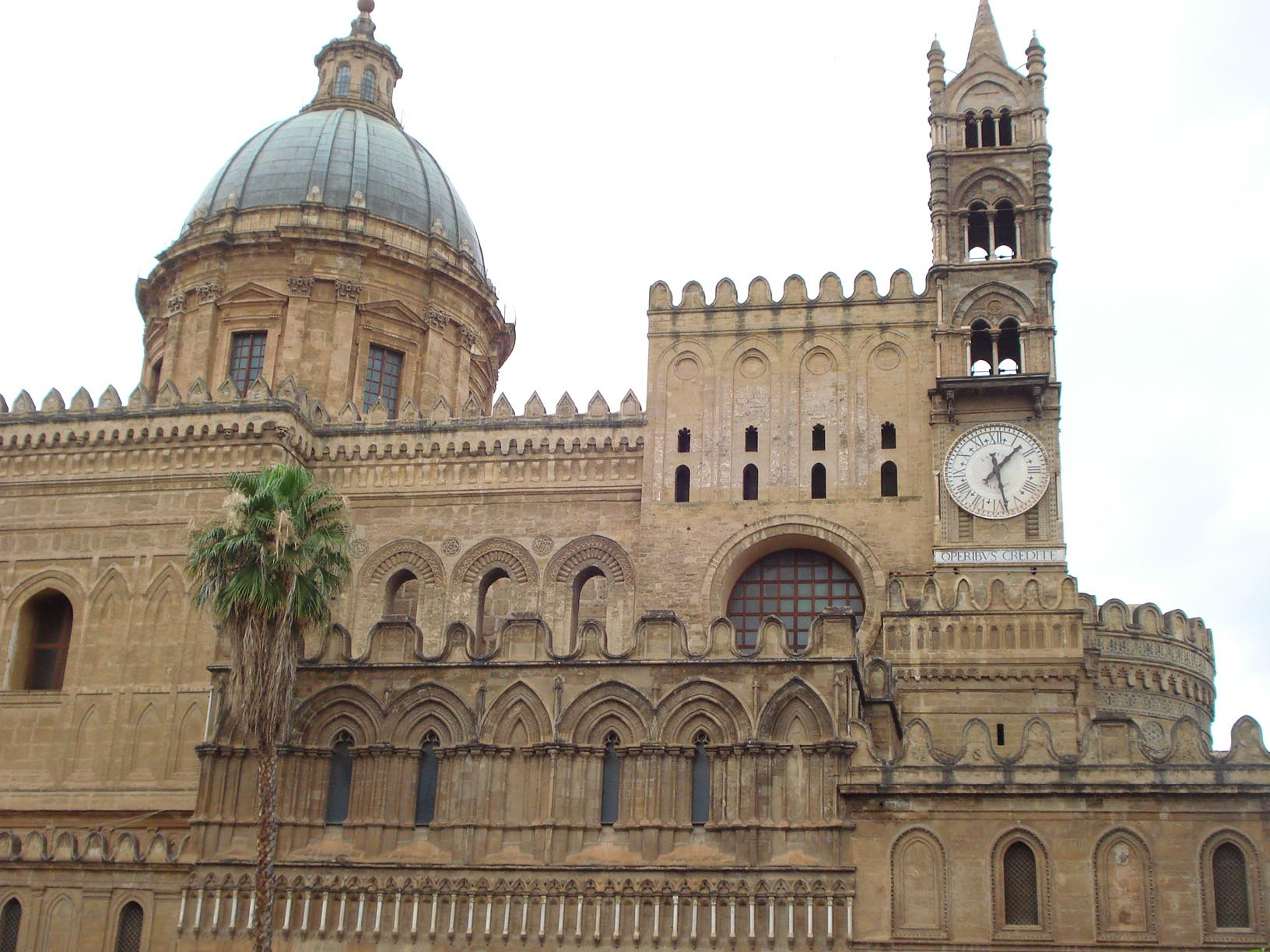
Восточная часть собора, выдержанная в арабо-норманнском стиле (XII—XIII века). Купол надстроен в XVIII веке

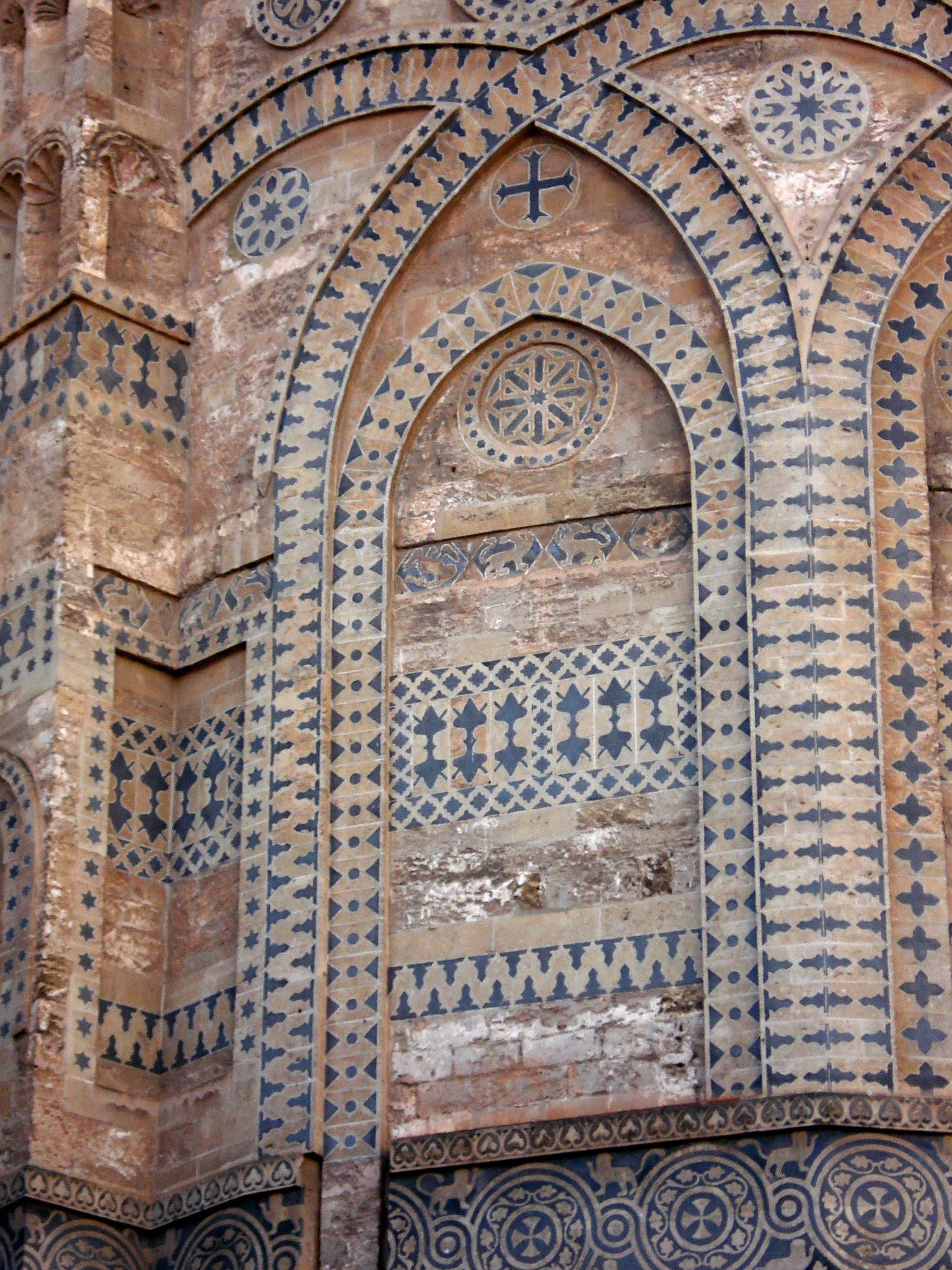
Типичные для арабо-норманнского периода инкрустации главной апсиды собора

Собор Палермо представлял собой трёхнефную базилику с тремя апсидами. В 1250 году четыре угла собора были увенчаны изящными башнями, а в 1260 году к юго-восточной части собора была пристроена ризница. О внешнем виде базилики Гуальтеро можно судить по восточной части современного собора, сохранившей свой первоначальный арабо-норманнский вид — узкие стрельчатые окна, многочисленные переплетающиеся ложные арки, утончённые инкрустации, растительные орнаменты.
В эту же эпоху в соборе нашли последнее пристанище императоры и сицилийские короли из дома Гогенштауфенов — Генрих VI и Фридрих II, а также их супруги — Констанция Норманнская и Констанция Арагонская. В новую базилику из старого собора было перенесено и тело Рожера II. Эти саркофаги, собранные в одной из боковых капелл в ходе последней крупной перестройки XVIII века, являются единственными следами норманнского периода в интерьере собора.
В течение XII—XIII веков в соборе Палермо короновались все короли Сицилии, начиная с Рожера II. В числе исторически значимых коронаций следует отметить следующие:
- коронация Танкреда (январь 1190 года), избранного королём после пресечения мужской линии Отвилей, вопреки законным правам Констанции Норманнской и её мужа Генриха Гогенштауфена[3],
- коронация Генриха VI (25 декабря 1194 года), первого сицилийского короля из дома Гогенштауфенов, свергнувшего последнего норманнского короля Вильгельма III и вскоре истребившего большую часть норманнской знати[3],
- коронация Федериго I (май 1198 года), будущего императора Фридриха II, превратившего Палермо в имперскую столицу[3],
- коронация Манфреда (10 августа 1258 года), вопреки воле папы римского, послужившая поводом для крестового похода Карла Анжуйского против Сицилийского королевства и свержения династии Гогенштауфенов[5],
- коронация Педро III Арагонского (4 сентября 1282 года) — результат Сицилийской вечерни, переход Сицилии под власть Арагонского дома, начало продолжавшейся более столетия борьбы Арагонского и Анжу-Сицилийского дома за власть в Сицилии[6],
- коронация Федериго II (25 марта 1296 года) — отказ Сицилии от исполнения одобренного папой договора Ананьи, по которому Сицилия должна была быть возвращена Анжу-Сицилийскому дому[6].

### Перестройки XIV—XVII столетий
После Федериго II власть королей Арагонской династии значительно ослабла, они уже не контролировали Палермо, который перешёл под власть феодального дома Кьярамонте. Сломить могущественных Кьярамонте и вернуть Палермо под непосредственный контроль центральной власти удалось только Мартину I Младшему (1396 год) при поддержке отца — арагонского короля Мартина Старшего (в 1409 году наследовал сыну на Сицилии под именем Мартина II). Таким образом, возвращение Палермо под непосредственную власть короля совпало по времени с пресечением собственной линии сицилийских королей (1409 год) и переходу власти над Сицилией непосредственно королям Арагона. В течение последующих трёх столетий Сицилия являлась частью арагонских, а затем испанских владений и управлялась вице-королями. В связи с этим значение собора Палермо как кафедрального столичного собора падает, а из всех сицилийских королей Арагонского дома в соборе Палермо погребён только Педро II.

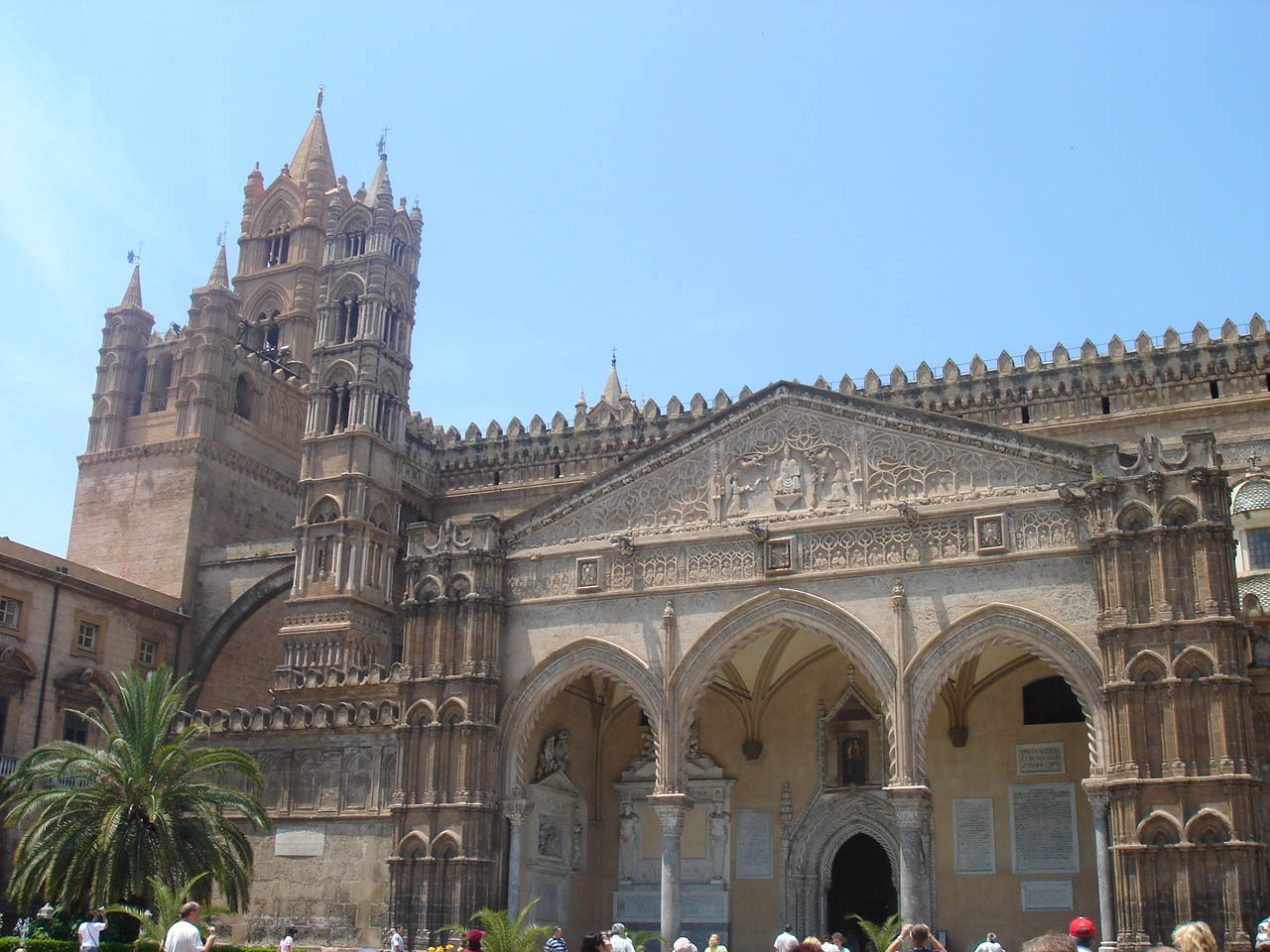
Южный фасад собора с готическим портиком Гамбара

В XIV—XVI веках сооружение собора Палермо продолжилось. В 1342 году были завершены четыре угловые башни собора, а в 1352 году сооружён главный (западный) портал собора в готическом стиле. В период с 1426 по 1430 годы по проекту Антонио Гамбара был сооружён южный портик собора с тремя стрельчатыми арками, выдержанный в стиле каталанской готики. В это же время над южным порталом собора тем же Антонио Гамбара была помещена мозаичная икона Богородицы на Троне. Позднее, в том же XV столетии, на примыкающей к южному фасаду собора площади (Соборная площадь — Piazza Cattedrale) по повелению архиепископа Симоне да Болонья был разбит сад. В это время собор обрёл свои наиболее известные святыни: статую Madonna Libera Inferni (1469 год) и мощи святой Розалии (1624 год).

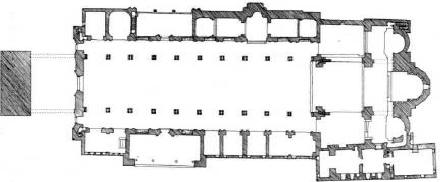
План собора по состоянию на начало XVIII века

Развитие собора в XVI веке связано с семьёй сицилийских архитекторов и скульпторов Гаджини, в частности с именем наиболее известного представителя этого рода Доменико Гаджини. В 1510 году по проекту Антонелло Гаджини алтарная часть собора была украшена мраморным ретабло со статуями святых (утрачено в результате реконструкции Фердинандо Фуга в XVIII веке). В 1536 году Винченцо Гаджини и Фабио Гаджини пристроили к собору северный портик. В 1575 году по проекту Винченцо Гаджини Соборная площадь была ограждена мраморной балюстрадой со статуями святых. В 1685 году посреди площади был установлен фонтан, увенчанный в 1744 году статуей святой Розалии, поражающей чуму, работы Винченцо Витталиано.

### Собор в XVIII веке и реконструкция Фердинандо Фуга
В XVIII веке в результате двух общеевропейских войн (за испанское и польское наследство) Сицилийское королевство вновь обрело независимость, и кафедральный собор Палермо (впервые более чем за три столетия) стал местом двух коронаций: Виктора Амадея Савойского (24 декабря 1713 года) и Карла Бурбонского (июль 1734 года). Соответственно с новым статусом собора в 1781 году в царствование Фердинанда III началась грандиозная реконструкция под руководством флорентийского архитектора Фердинандо Фуга.

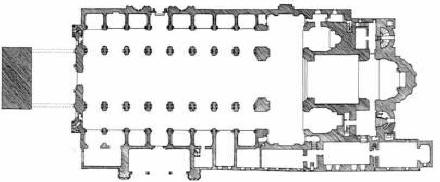
План собора после реконструкции Фуга (1801 год)

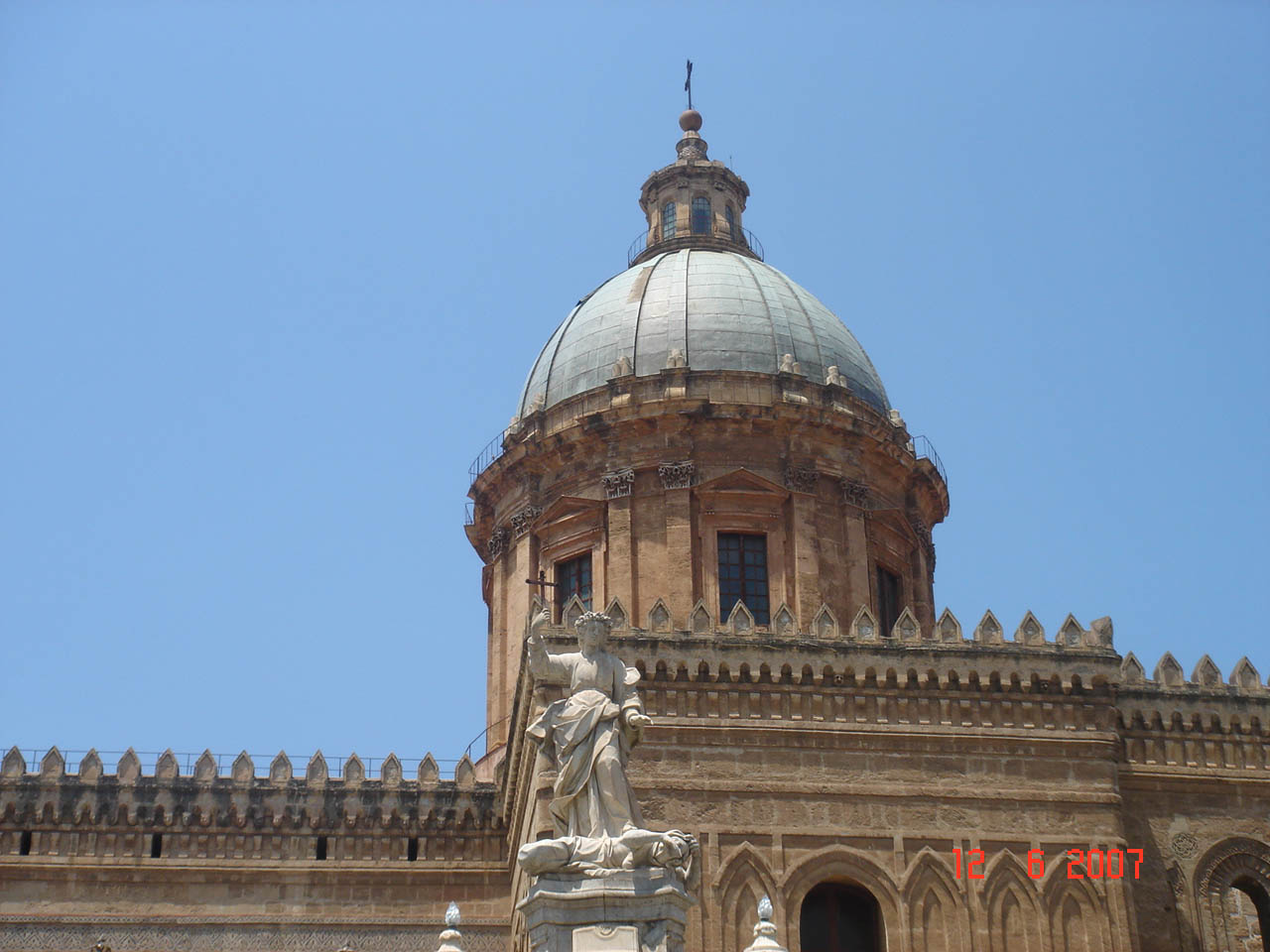
Вид на купол собора и статую святой Розалии (на Соборной площади)

Завершившаяся в 1801 году реконструкция существенным образом изменила облик собора. Здание было увенчано классическим куполом, помещённым над пересечением осей главного нефа и трансепта, в результате чего здание потеряло характерный для норманнских соборов Сицилии внешний вид. К боковым нефам были пристроены четырнадцать капелл, в результате чего здание расширилось в поперечнике и перестало соответствовать классическому типу базилики. Новые северный и южный фасады собора приобрели ряд мини-куполов, помещённых над капеллами. Ранее оживлявший северный фасад портик работы Гаджини оказался в результате присоединения дополнительных капелл встроенным в общую массу собора.
Ещё большие изменения претерпел интерьер собора. Характерный для норманнской Сицилии резной деревянный потолок был заменён низким сводом. Ретабло Гаджини было разобрано, а его составные части (главным образом статуи святых) разнесены по пространству собора. Королевские и императорские саркофаги собраны в двух соседних капеллах, что создало в соборе особую «мемориальную» зону. В целом, интерьер приобрёл свойственный неоклассицизму холодный сдержанный вид.
Реконструкция Фуга была последней, самой крупной и знаменательной перестройкой собора, так что в 1801 году здание приобрело в целом современный вид. Последним штрихом в архитектурном решении собора стало завершение в 1805 году по проекту Эммануэле Палаццотто главной колокольни собора.

## Внешний вид собора
В результате неоднократных перестроек и реконструкций собора, растянувшихся на семь веков, здание собора приобрело причудливый эклектичный вид. Характерные особенности разных эпох и архитектурных стилей накладываются друг на друга. Тем не менее, во внешнем виде собора выделяются ярко выраженные арабо-норманнские (особенно в восточной части), готические (западный фасад и южный портик), неоклассические черты (купол).

### Западный фасад и колокольня

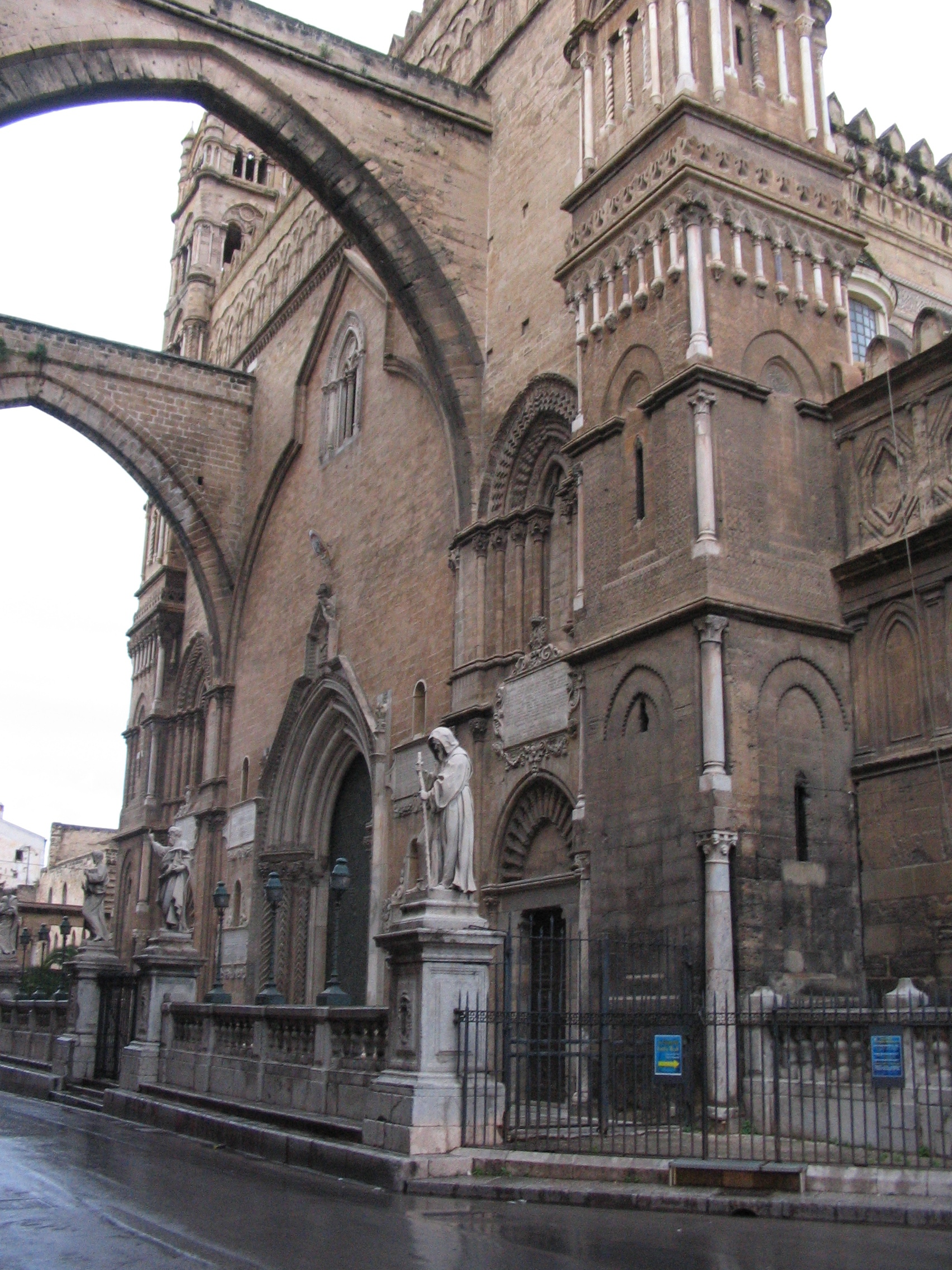
Западный фасад собора

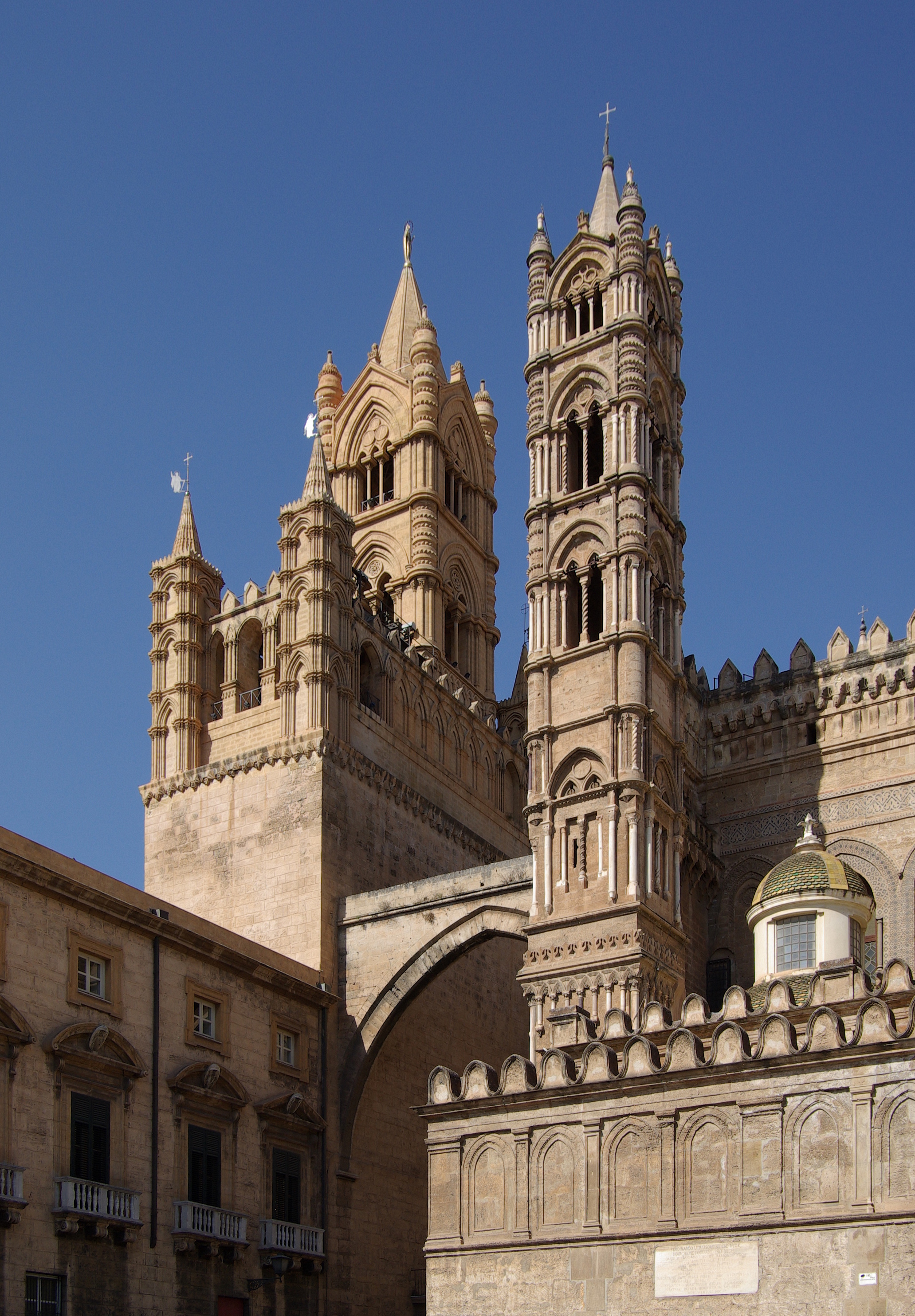
Вид на колокольню и юго-западную башню

Главный западный фасад собора выходит на узкую улицу Виа Бонелло, отделяющую его от здания Архиепископского дворца. Колокольня собора в результате такого решения пристроена не к собственно собору, а ко дворцу. Для соединения колокольни с основным объёмом собора через виа Бонелло перекинуты две высокие стрельчатые арки.
Строгая массивная нижняя часть колокольни (примерно в высоту основной части собора) относится к норманнскому периоду. Как и большинство церковных строений этой эпохи, колокольня скорее напоминает укреплённую крепость. Весной 1168 года в колокольне собора был осаждён своими врагами Стефан дю Перш, архиепископ Палермо и канцлер королевы-регентши Маргариты Наваррской.
Верхняя часть колокольни была значительно перестроена в начале XIX века архитектором Эммануэле Палаццотто в неоготическом стиле. Таким образом, стилистически колокольня была связана с западным готическим фасадом собора. В результате современная колокольня собора состоит из двух совершенно несхожих частей — нижнего массивного норманнского основания и лёгкой неоготической башни. Колокольня, являющаяся основной доминантой исторического Палермо, была увенчана в 1954 году статуей Мадонны делла Конко-д’Оро работы скульптора Нино Джерачи.

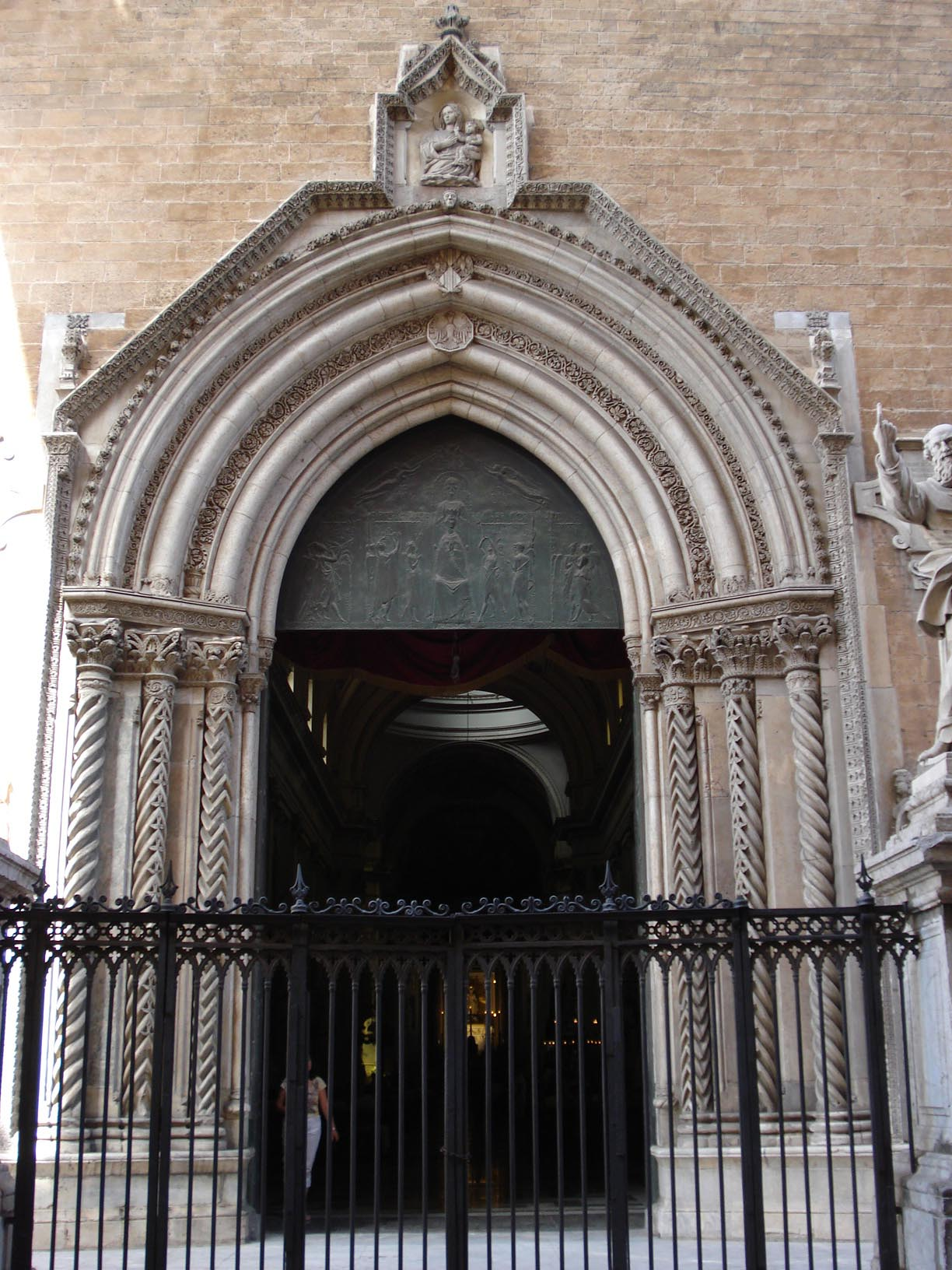
Западный портал

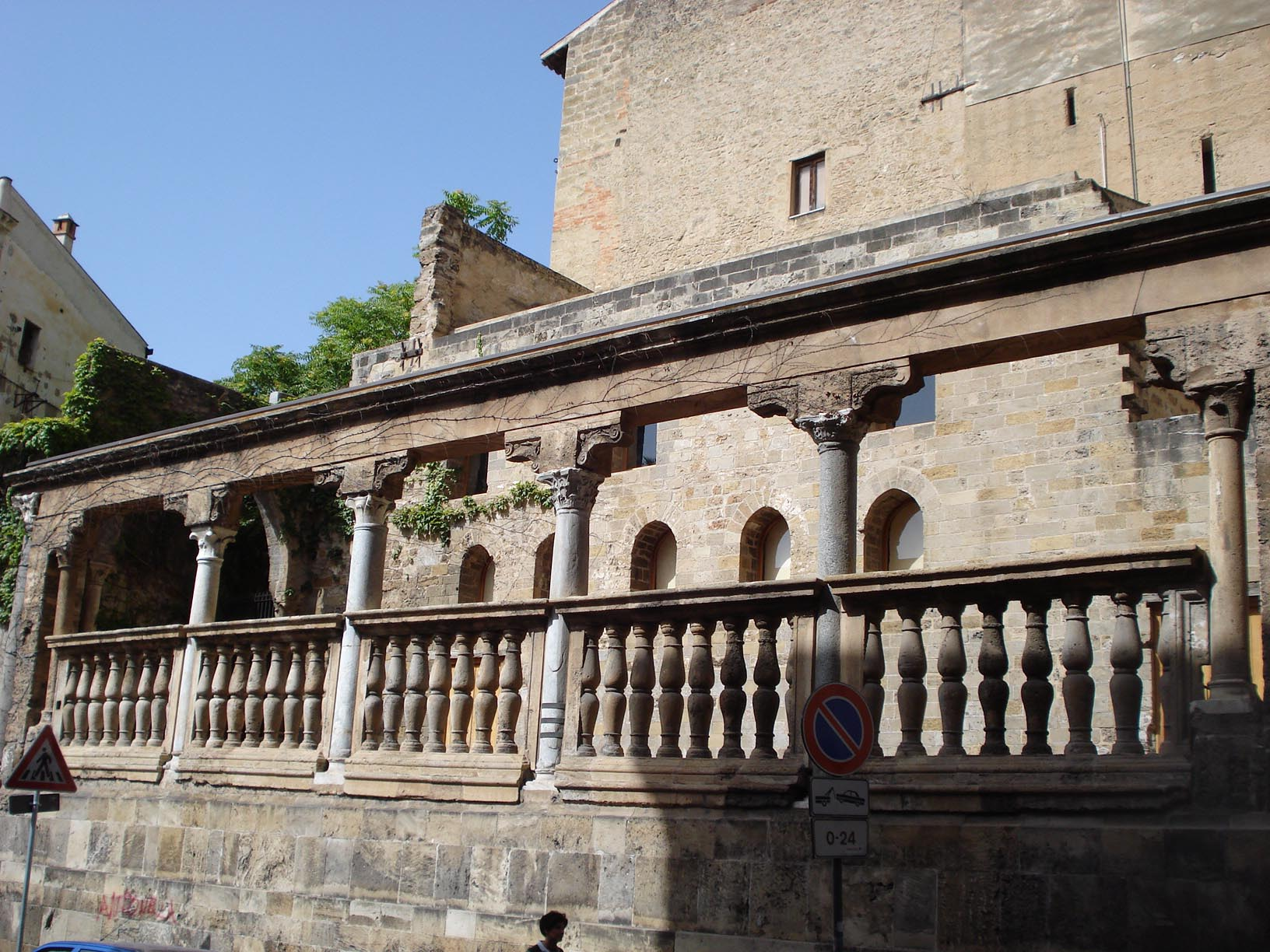
Лоджия Коронации

Западный портал собора был сооружён в 1352 году в готическом стиле, а обрамлён двумя малыми башнями-колокольнями, построенными между 1250 и 1342 годами. Башни украшены тонкой скульптурной лепниной, напоминающей исламские абстрактные и растительные мотивы. Четыре яруса башен украшены типично арабо-норманнскими арками и окнами-бифориями (то есть окнами, разделёнными пополам по вертикали узкой колонной).
Западный портал собора имел первоначально деревянные створки, но в 1961 году они были заменены на бронзовые, работы Филиппо Сгарлата. В табернакле над порталом помещена ценная статуя Мадонны XV века.
К северу от западного входа в собор находится отдельно стоящая Лоджия коронации (итал. Loggia dell'Incoronazione). Тематически лоджия, хоть и пространственно отделена от собора боковым проездом, тесно связана с основным зданием. В этой лоджии показывались народу вновь венчанные на царство сицилийские монархи.

### Южный и северный фасады

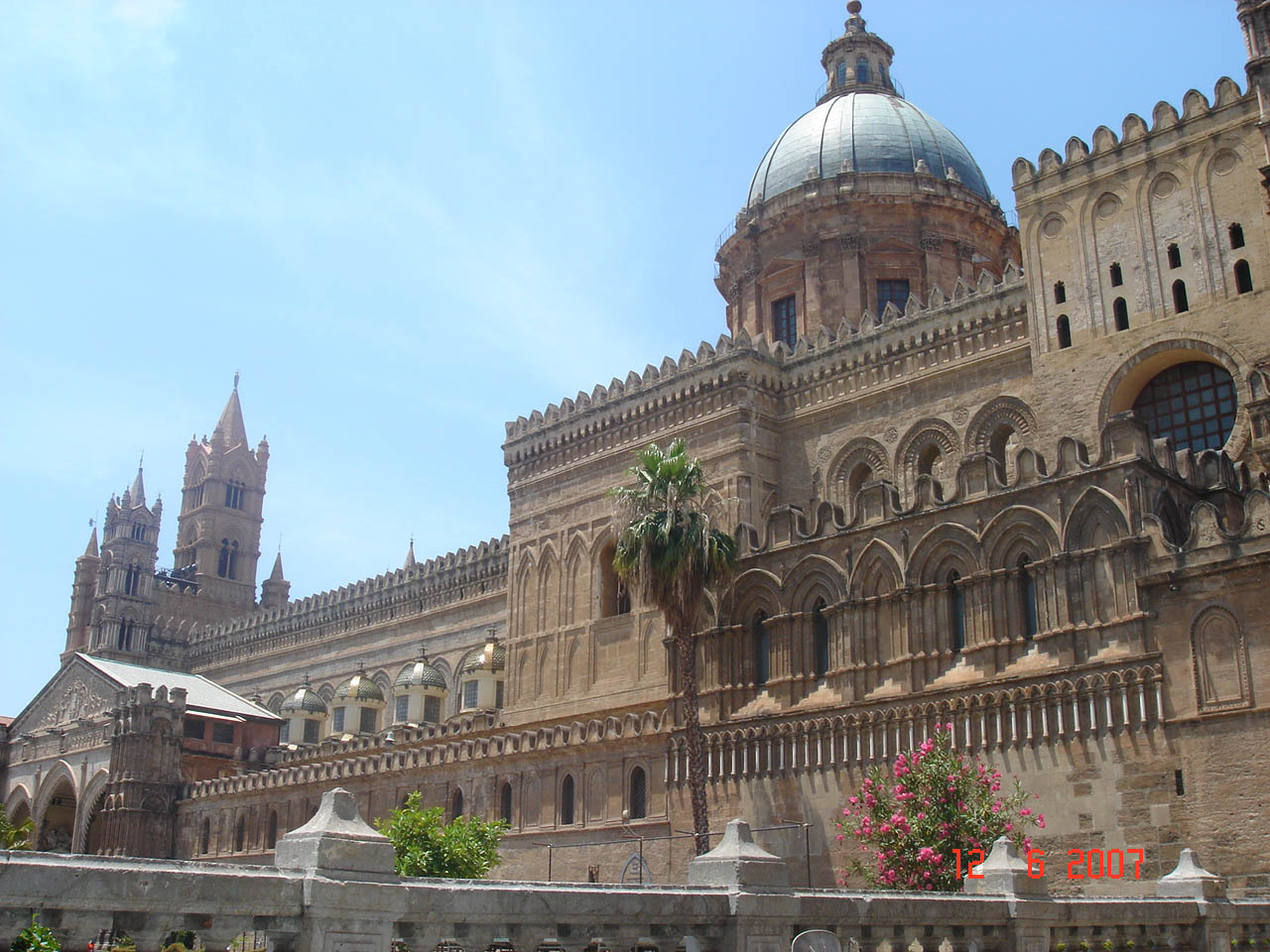
Южный фасад собора

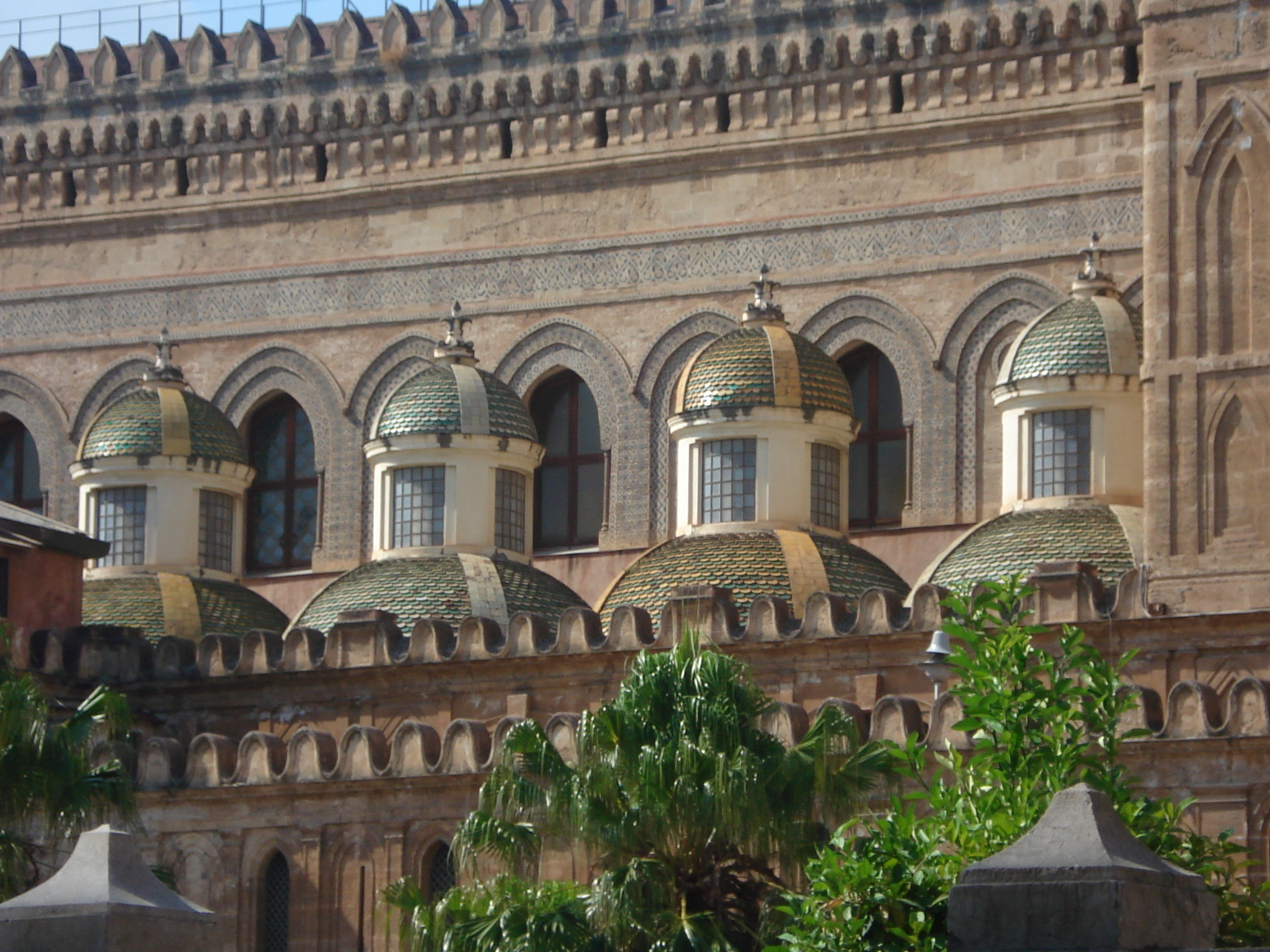
Купола боковых капелл

Южный фасад, выходящий на просторную площадь Пьяцца Дуомо, в полной мере воплотил в себе всю сложную эклектическую архитектуру здания.
Правая (юго-восточная) часть несёт в себе многочисленные черты арабо-норманнского стиля: мотив из ложных арок (трансепт, ризница, наружная стена главного нефа), сложный многоярусный рисунок из зубцов по карнизу, узкие окна-бойницы ризницы.
Во время последней реконструкции (1781—1801 годы) Фердинандо Фуга привнёс в южный фасад черты классицизма. Прежде всего, на пересечении осей главного нефа и трансепта был надстроен купол, входящий в стилистическое противоречие с основной частью здания. Первоначальная стена южного нефа была разобрана и выдвинута ещё больше на юг. Пристроенное к собору пространство решено в виде семи боковых капелл, каждая из которых завершается мини-куполом. Небольшие в основании и вытянутые вверх купола боковых капелл оказываются стилистически не связанными с основным куполом и вносят диссонанс в строгую последовательность ложных арок по наружной стене главного нефа.

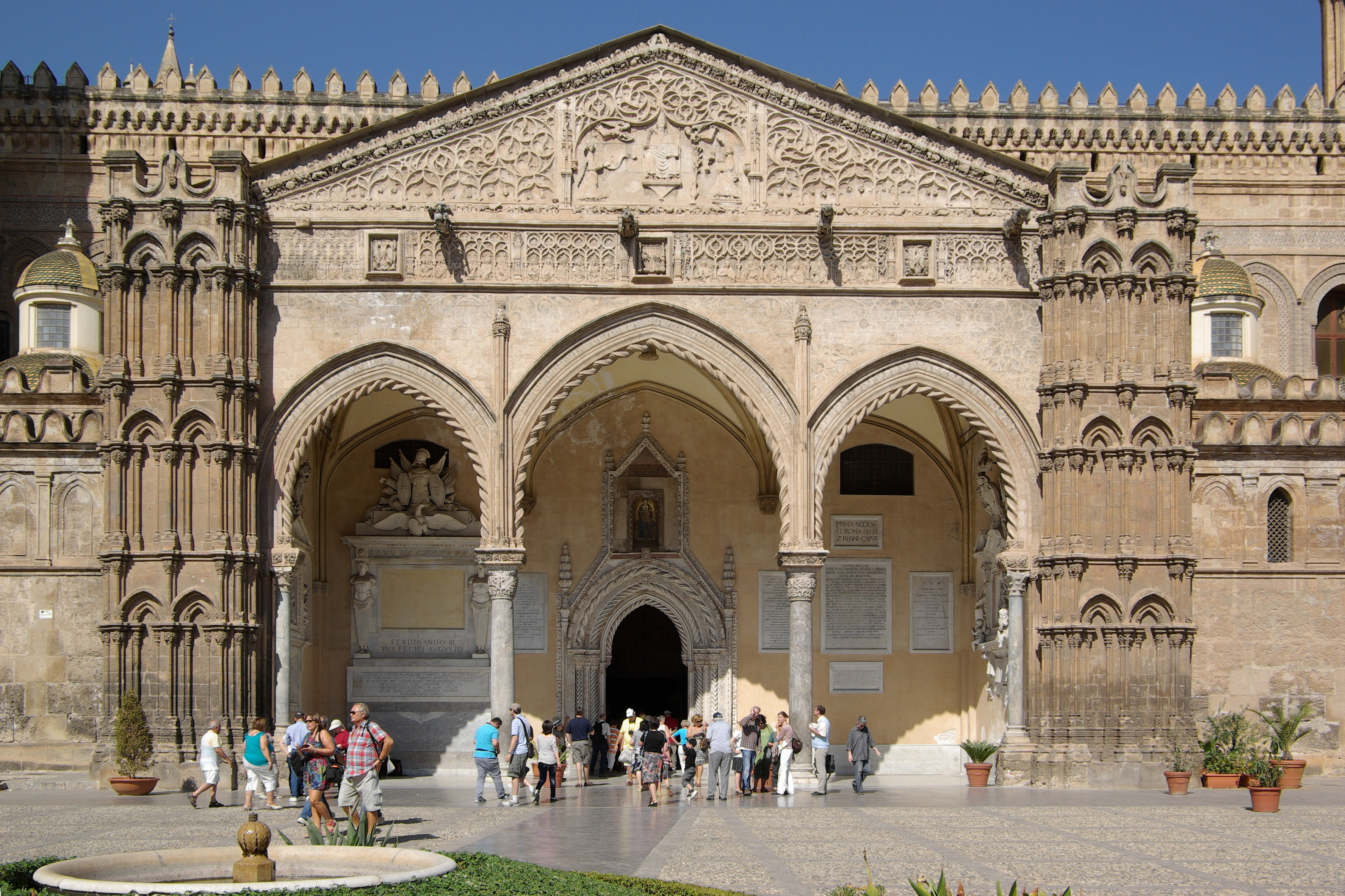
Южный портик

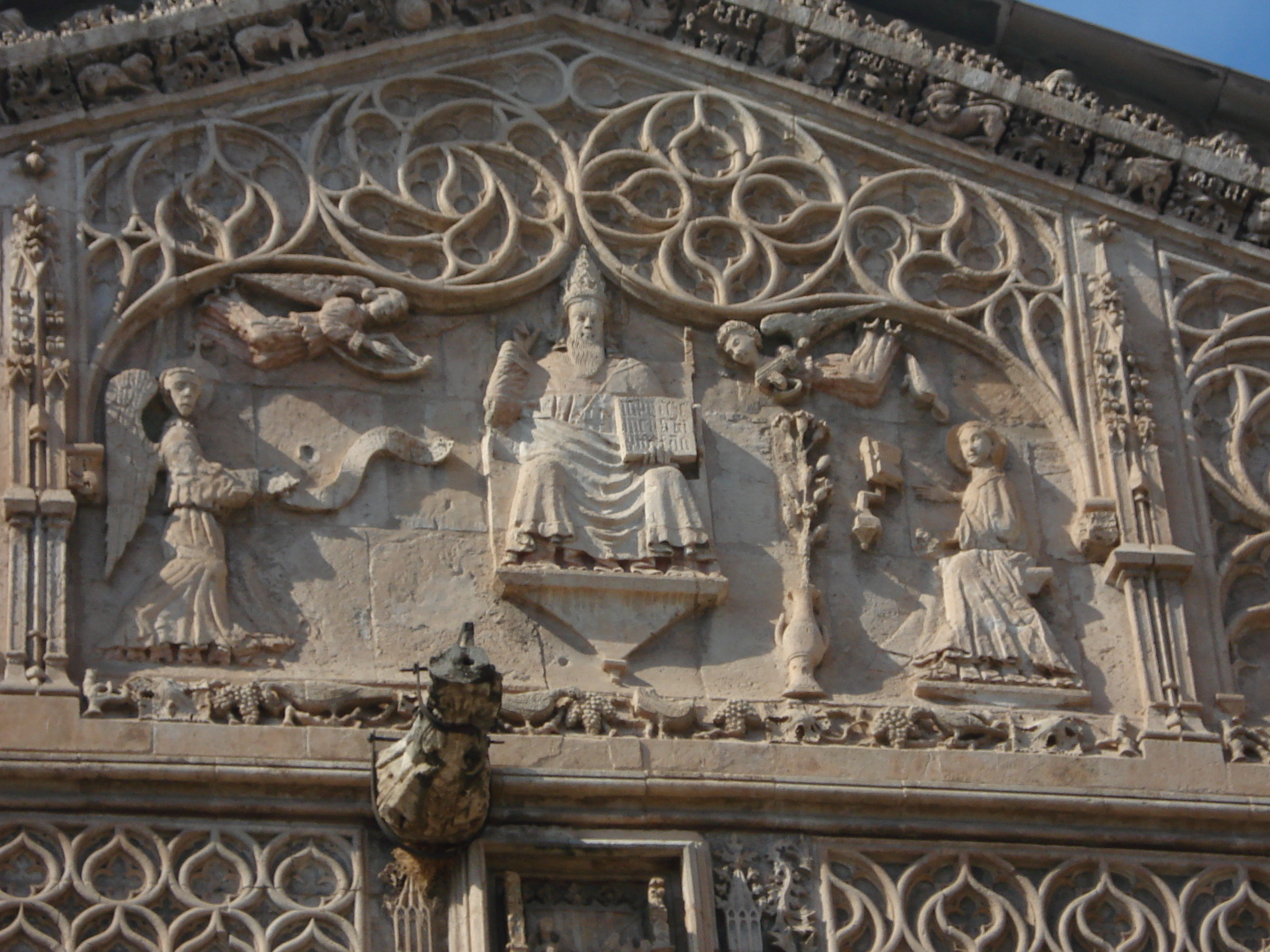
Тимпан портика

На фоне противоречащих друг другу норманнских и классических элементов южного фасада выделяется южный портик собора, решённый в стиле каталанской готики. Портик с тремя стрельчатыми арками был сооружён в 1426—1430 годах архитектором Антонио Гамбара. Первая слева колонна портика, на которой вырезана цитата из Корана, принадлежала ещё византийскому храму, превращённому арабами в Пятничную мечеть и вновь обращённому в церковь победоносными норманнами в 1072 году. Средняя часть тимпана представляет собой барельеф со сценой Благовещения, в центр которой помещён резной образ Христа Пантократора. Оставшаяся поверхность тимпана богато украшена растительными орнаментами.
Внутри портика доминирует сооружённый тем же Гамбара готический портал. Над порталом Гамбара поместил мозаичный образ Богородицы на троне, выполненный в византийском стиле и, возможно, относящийся к норманнской эпохе. Среди многочисленных мраморных мемориальных досок, украшающих внутреннюю часть портика, выделяются два барельефа, изображающие знаковые для Сицилийского королевства коронации Виктора Амадея Савойского и Карла Бурбонского.

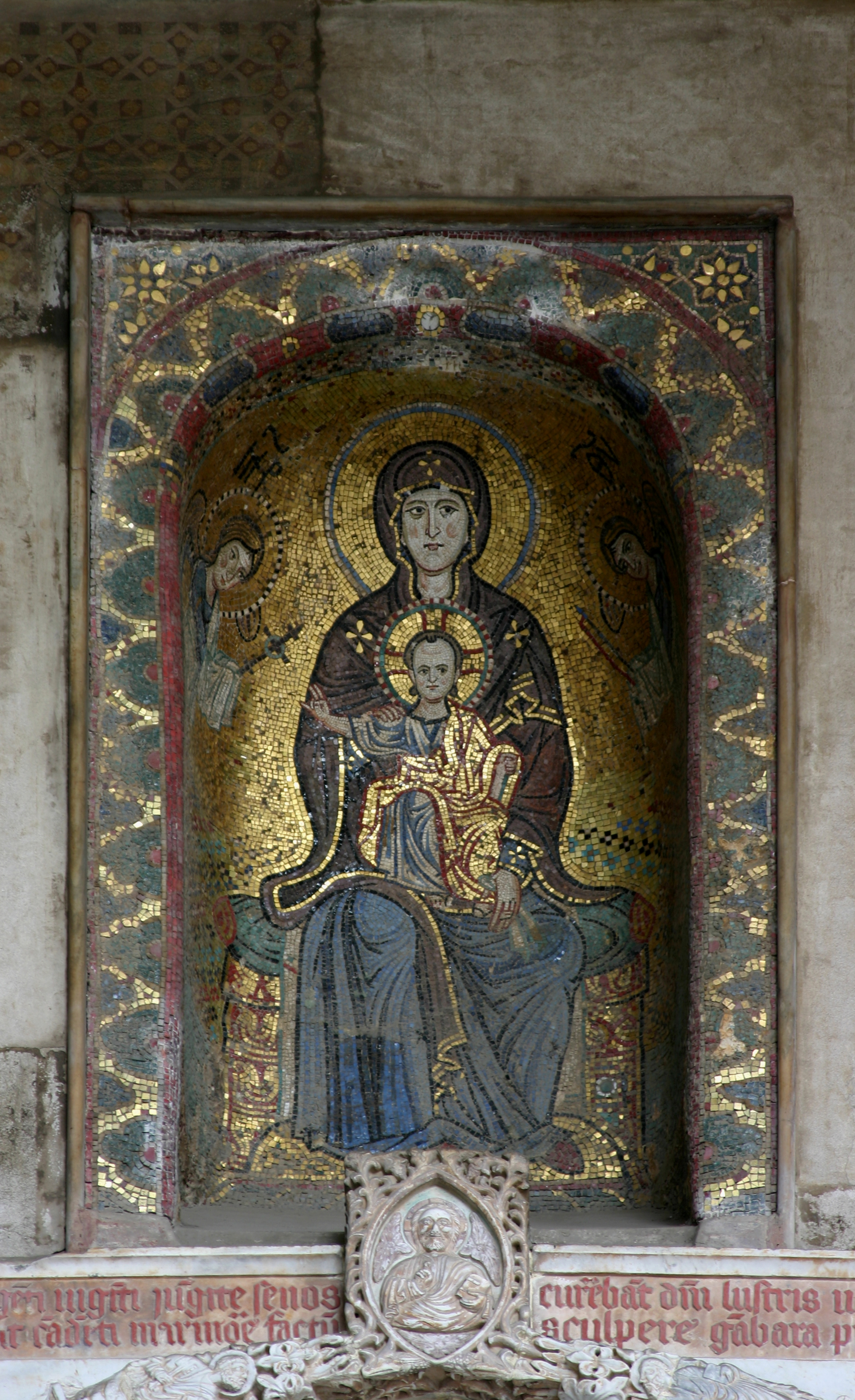
Богородица на троне - мозаика над южным порталом
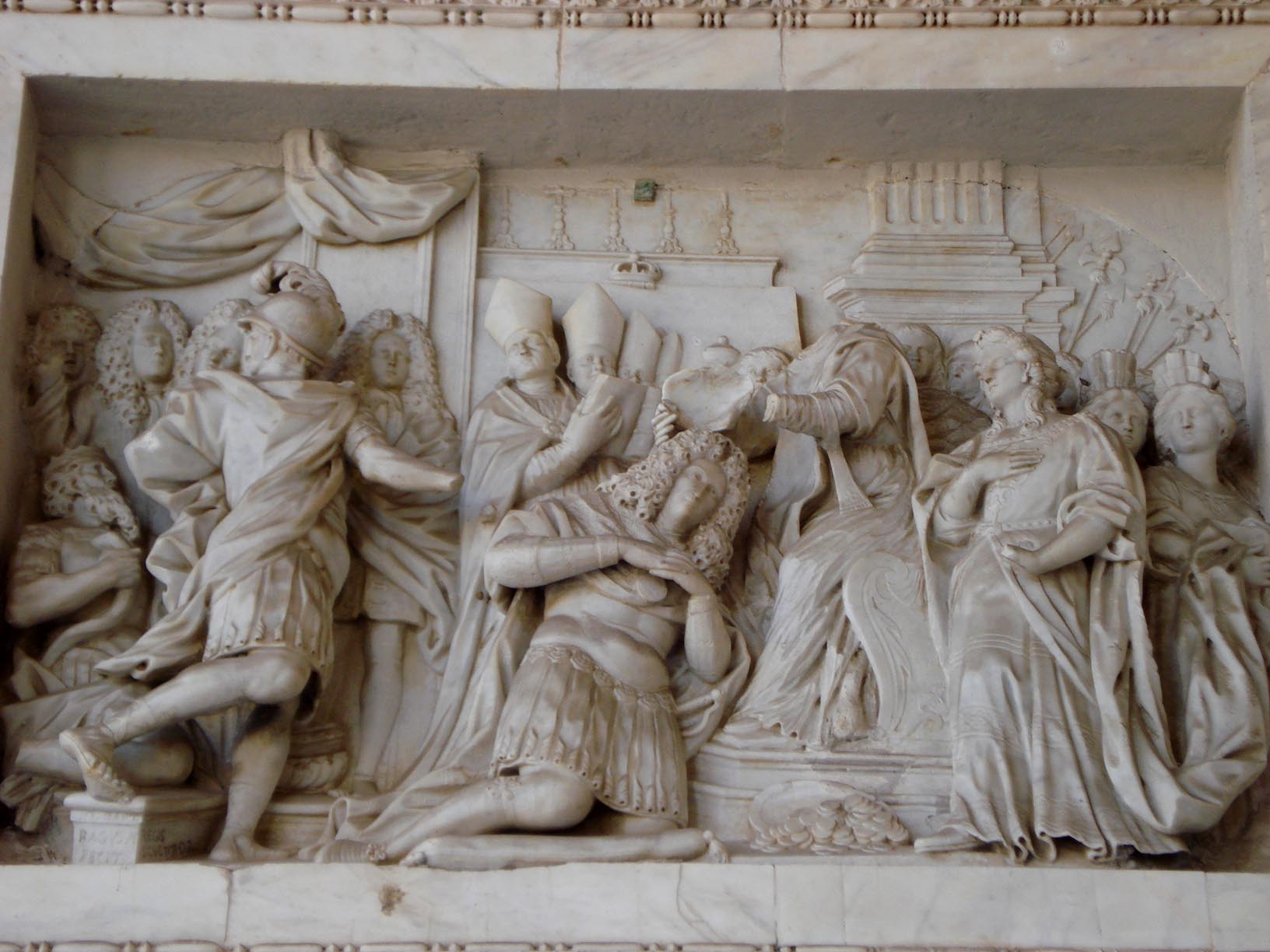
Коронация Виктора Амадея Савойского - барельеф в южном портике
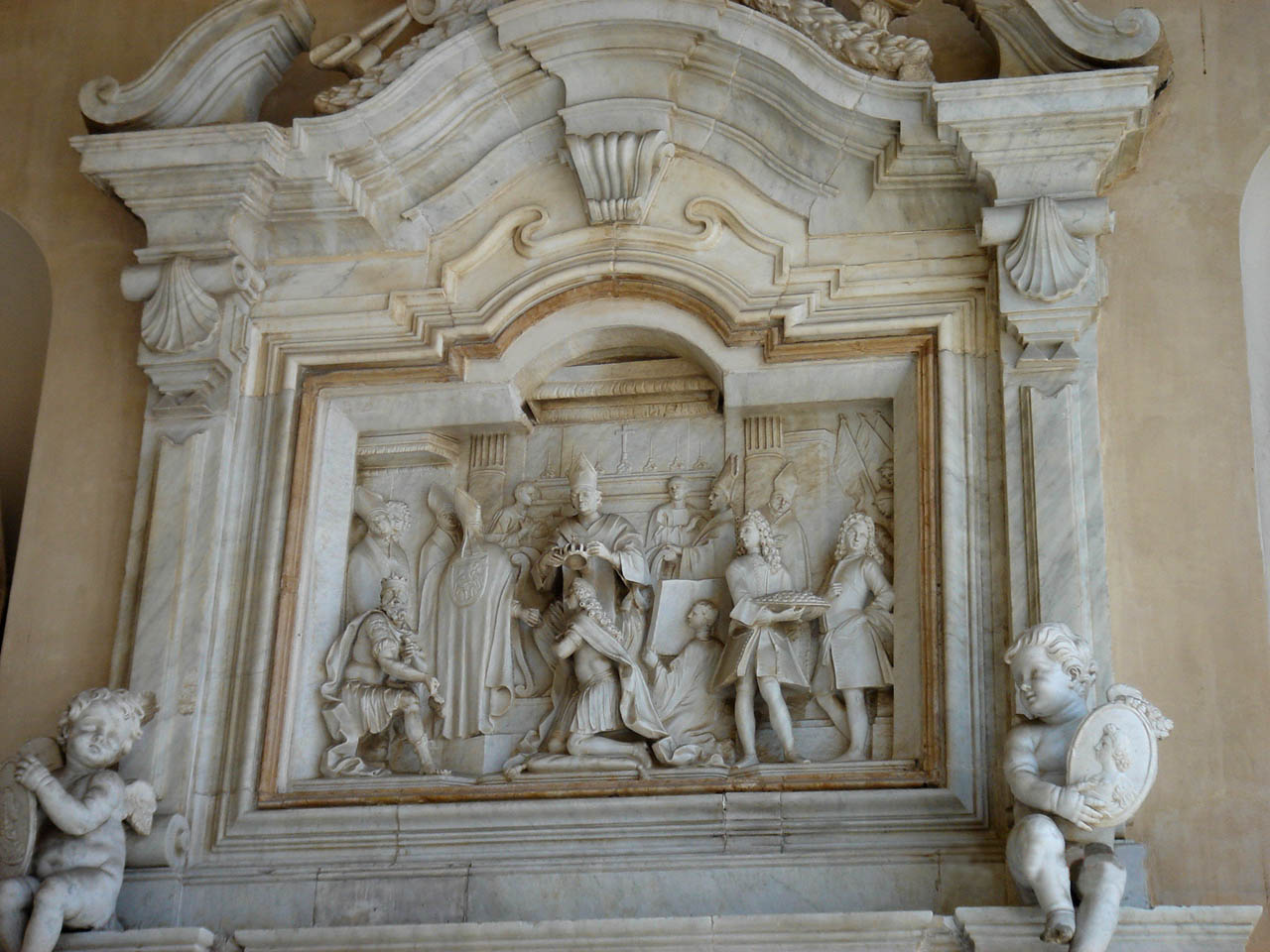
Коронация Карла Бурбонского - барельеф южного портика

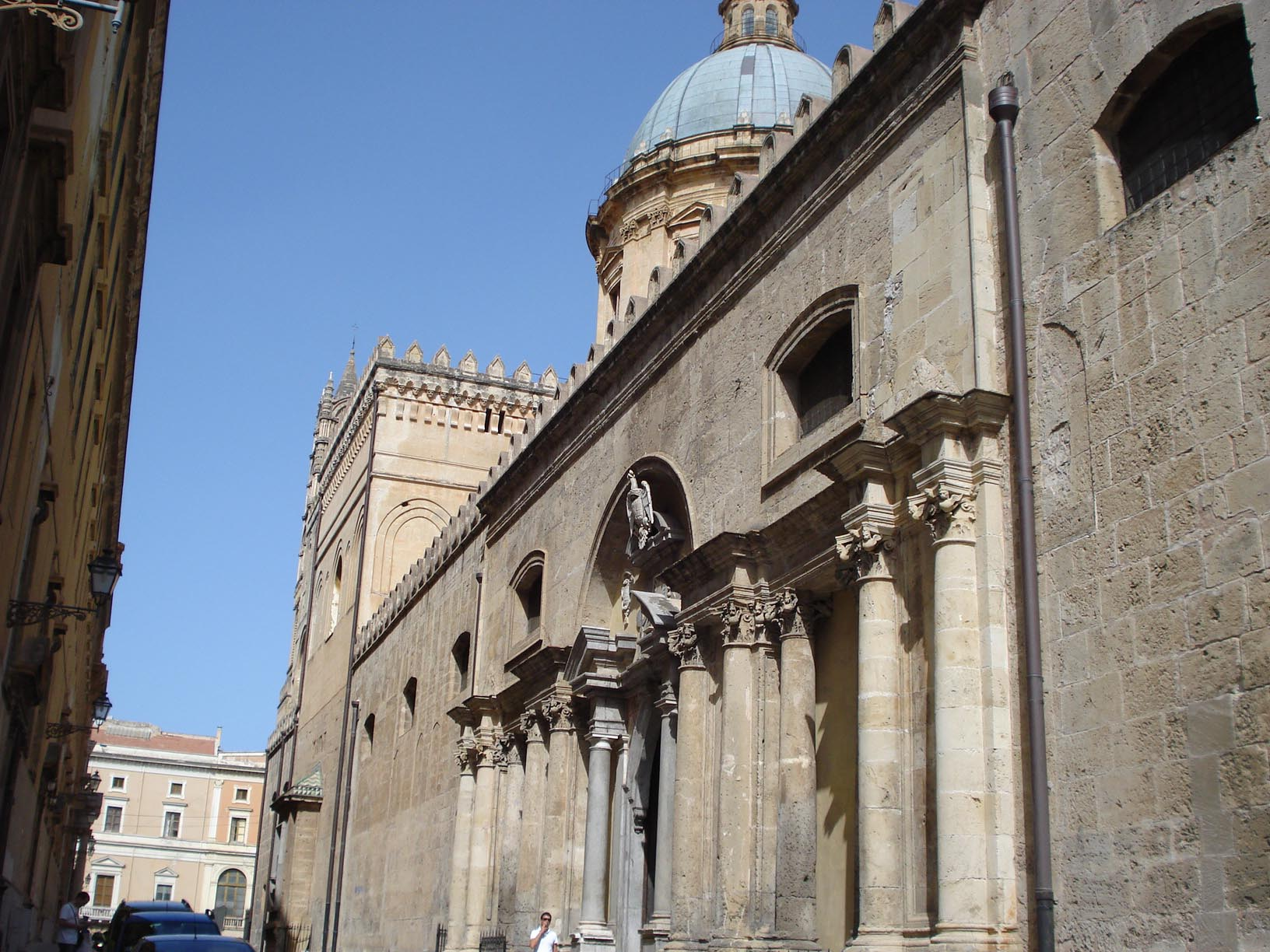
Северный фасад собора

Северный фасад воплотил в себе всю сложность строительной истории здания. Так же, как и в южной части Фердинандо Фуга выдвинул вперёд северную стену собора, пристроив семь боковых капелл с мини-куполами. При этом первоначально (в 1536 году) пристроенный Винченцо и Фабио Гаджини северный портик был встроен в общую массу собора и потерял своё первоначальное назначение.

### Восточный (арабо-норманнский) фасад

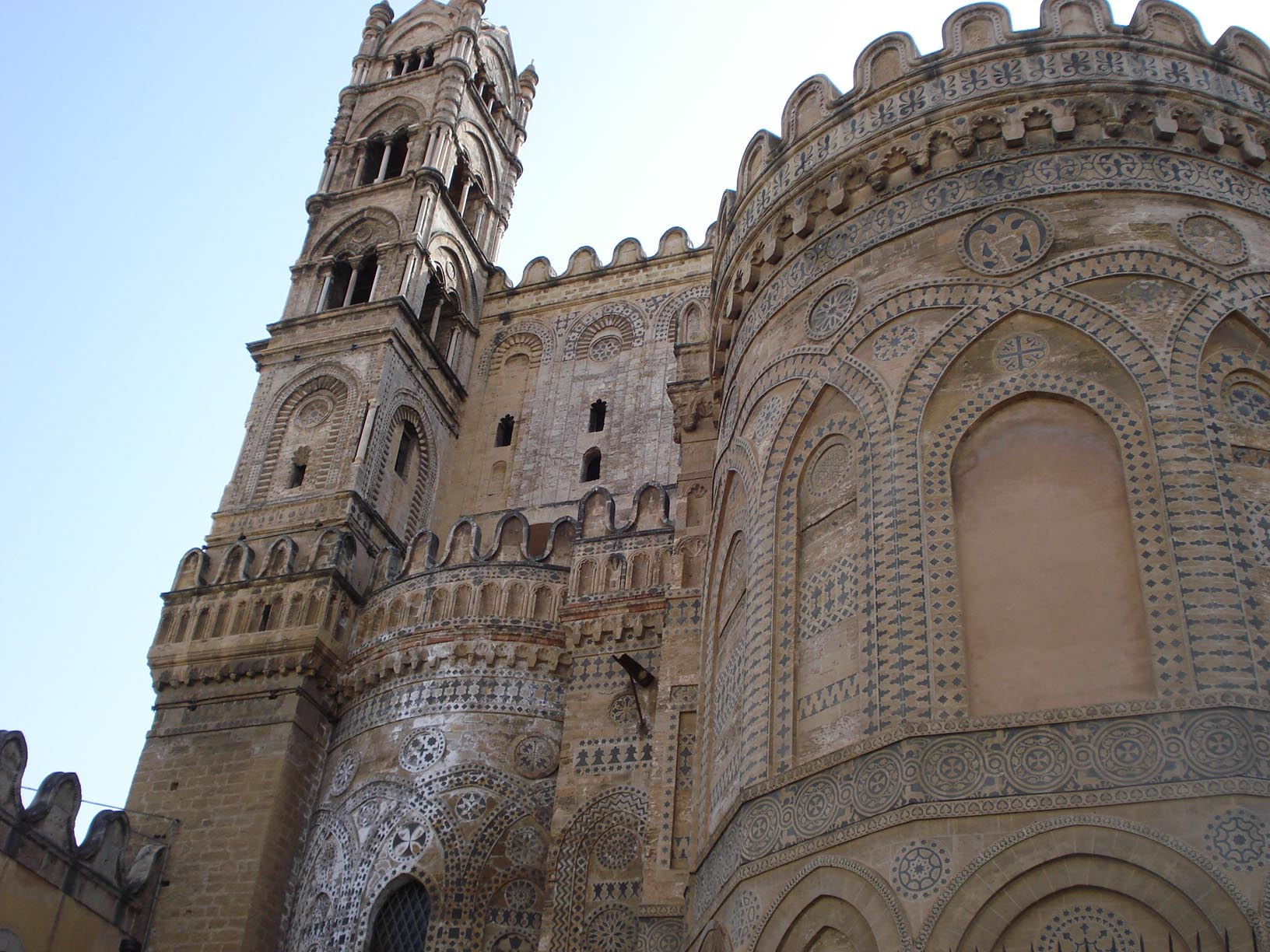
Юго-восточная часть собора

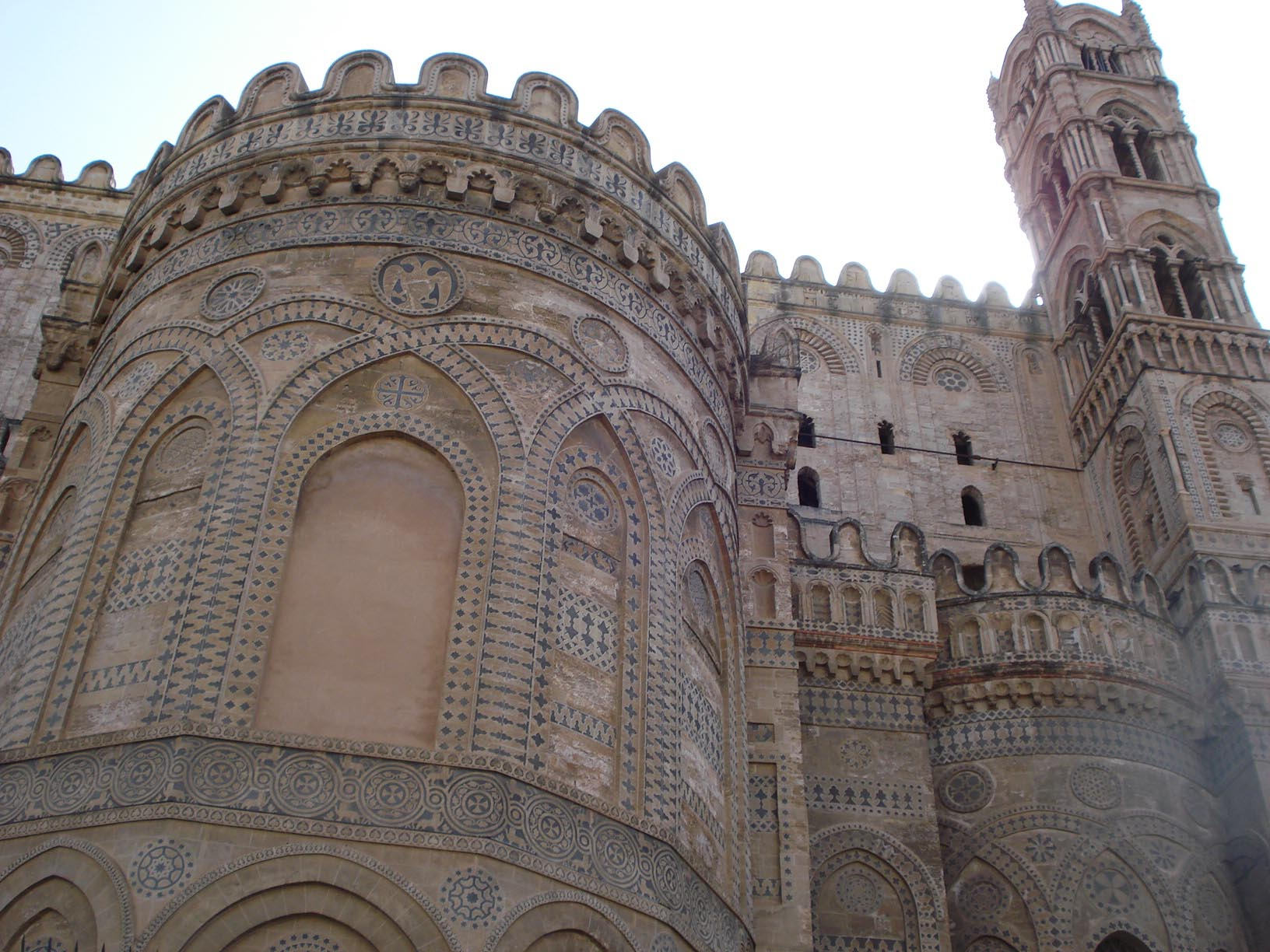
Северо-восточная часть собора

Восточная часть собора в значительной степени сохранила свой арабо-норманнский вид. Три апсиды собора богато украшены типичными для арабо-норманнской архитектуры ложными арками, утончёнными абстрактными инкрустациями из лавы и туфа, зубцами, растительными орнаментами. Две башни-колокольни, обрамляющие восточный фасад собора, являются парными к башням западного фасада. Таким образом, четыре одинаковых башни по углам собора связывают вытянутое по оси запад-восток здание собора в единое целое.
Пристроенное в 1260 году к юго-восточному углу собора помещение ризницы также тщательно выдержано в арабо-норманнском стиле. Верхний ярус ризницы представляет собой череду строгих арок (глухих или с окнами-бойницами), поверх которых следует ряд зубцов, что делает ризницу похожей на крепость.

## Интерьер собора

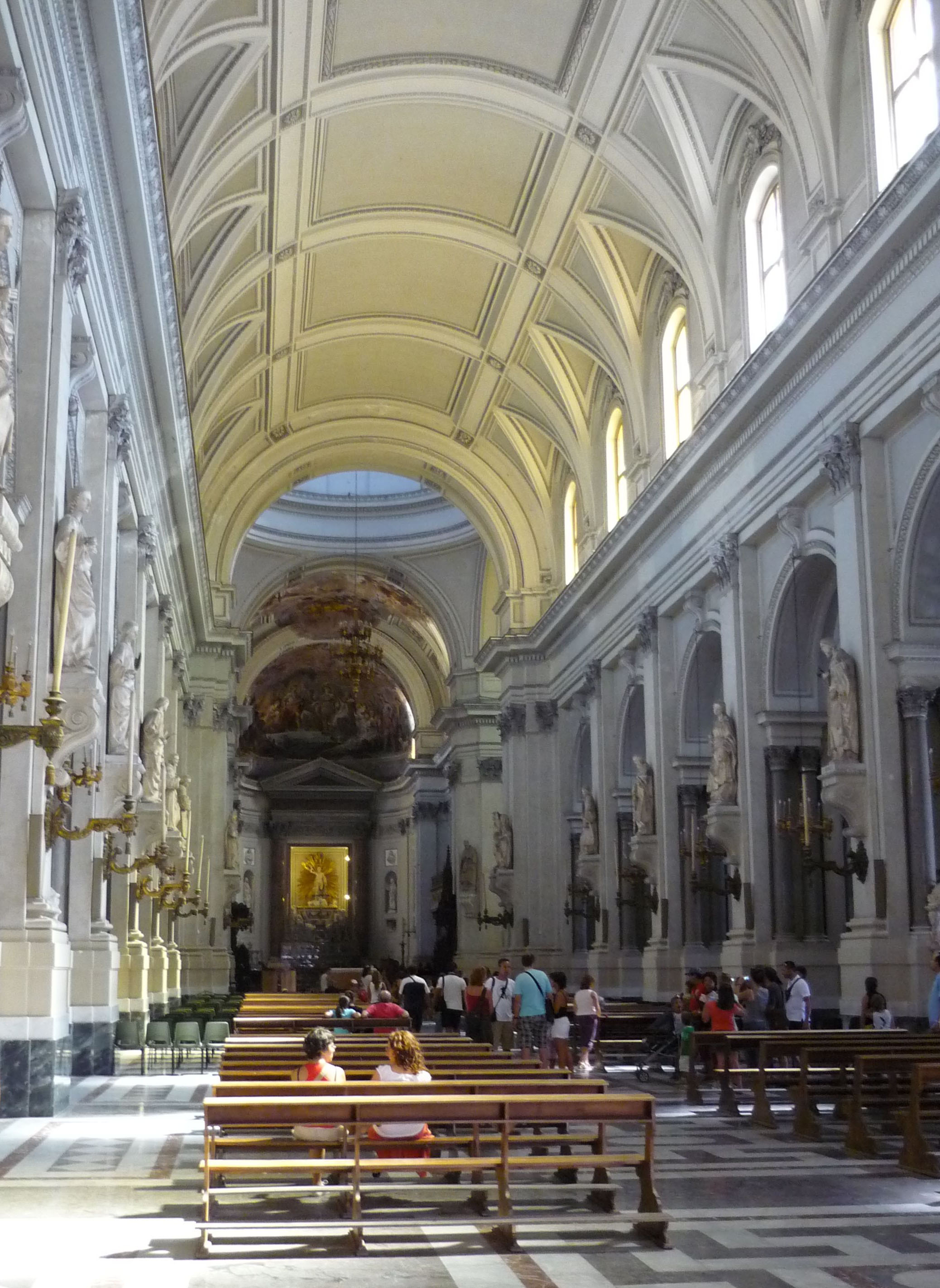
Главный неф собора

Окончательный вид интерьер собора приобрёл в 1801 году в результате реконструкции Фердинандо Фуга. Первоначальный базиликальный план собора был модифицирован: боковые нефы расширены, к ним пристроены боковые капеллы (по семь с северной и южной стороны), мозаики норманнского периода и ретабло Гаджини ликвидированы, деревянный резной потолок заменён каменным сводом, на пересечении главного нефа и трансепта надстроен купол. В результате интерьер собора приобрёл сдержанную и даже холодноватую неоклассическую гармонию.
Поверхность главной апсиды украшена двумя фресками конца XVIII века, изображающими Вознесение Богородицы и освобождение храма от арабов Робертом Гвискаром и Рожером I. Выполненные в свойственной своему времени манере фрески наполнены фигурами розовощёких пухлых ангелов и облачённых в классические древнеримские тоги и шлемы архангелов и христианских воинов. Этими фресками заменили по решению Фуга мозаики норманнского периода и ретабло Гаджини. Статуи святых из уничтоженного ретабло были, тем не менее, сохранены и установлены перед пилонами, делящими пространство собора на нефы.
В левой апсиде расположена капелла Святых Таин с ценным алтарём из лазурита, в правой — капелла святой Розалии, покровительницы Палермо. Из четырнадцати пристроенных Фуга боковых капелл выделяются находящиеся в южной части собора капелла Реликвий и две капеллы, расположенные справа от западных врат, в которых собраны королевские гробницы.

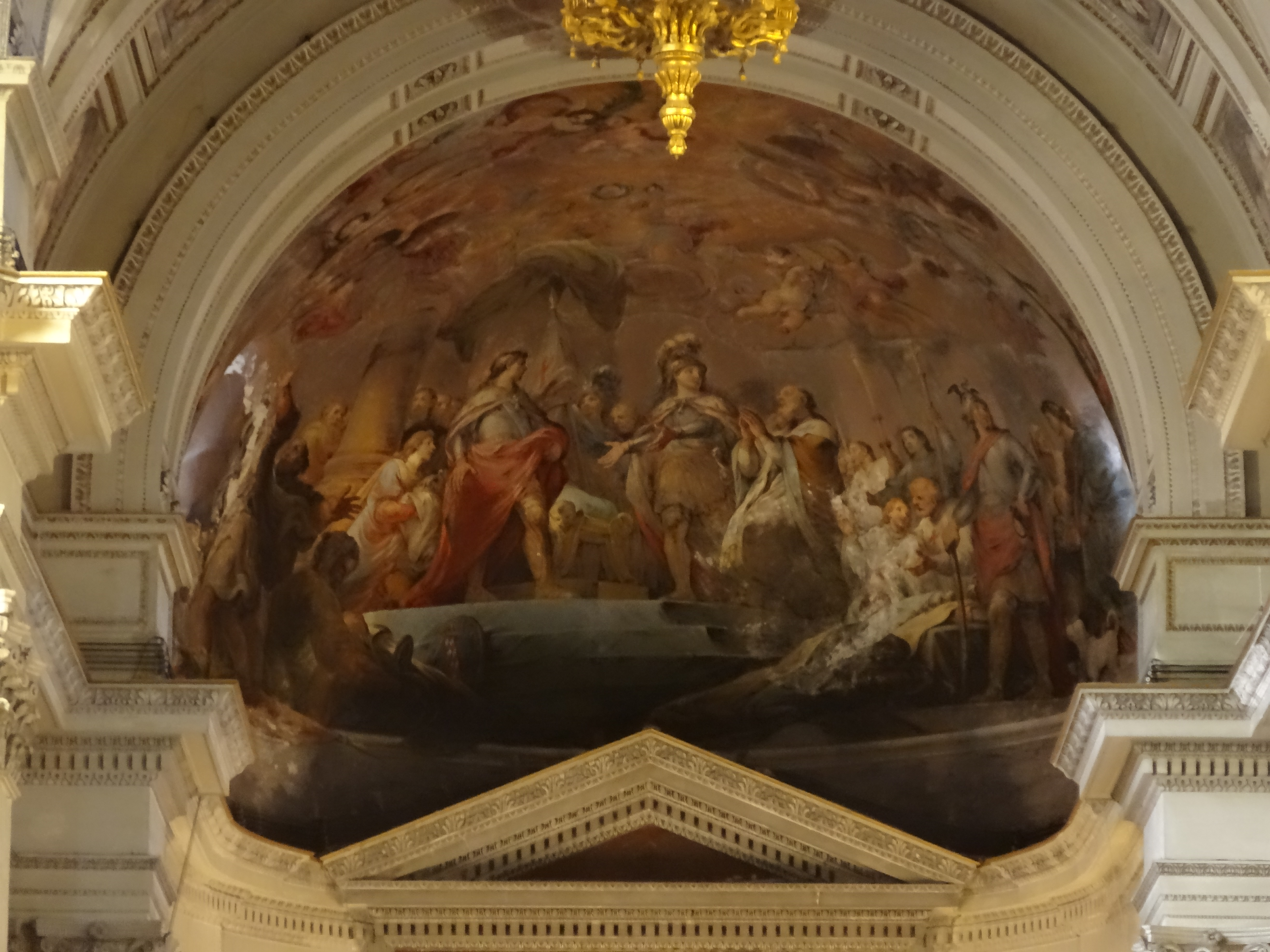
Роберт Гвискар и Рожер I освобождают собор Палермо от арабов
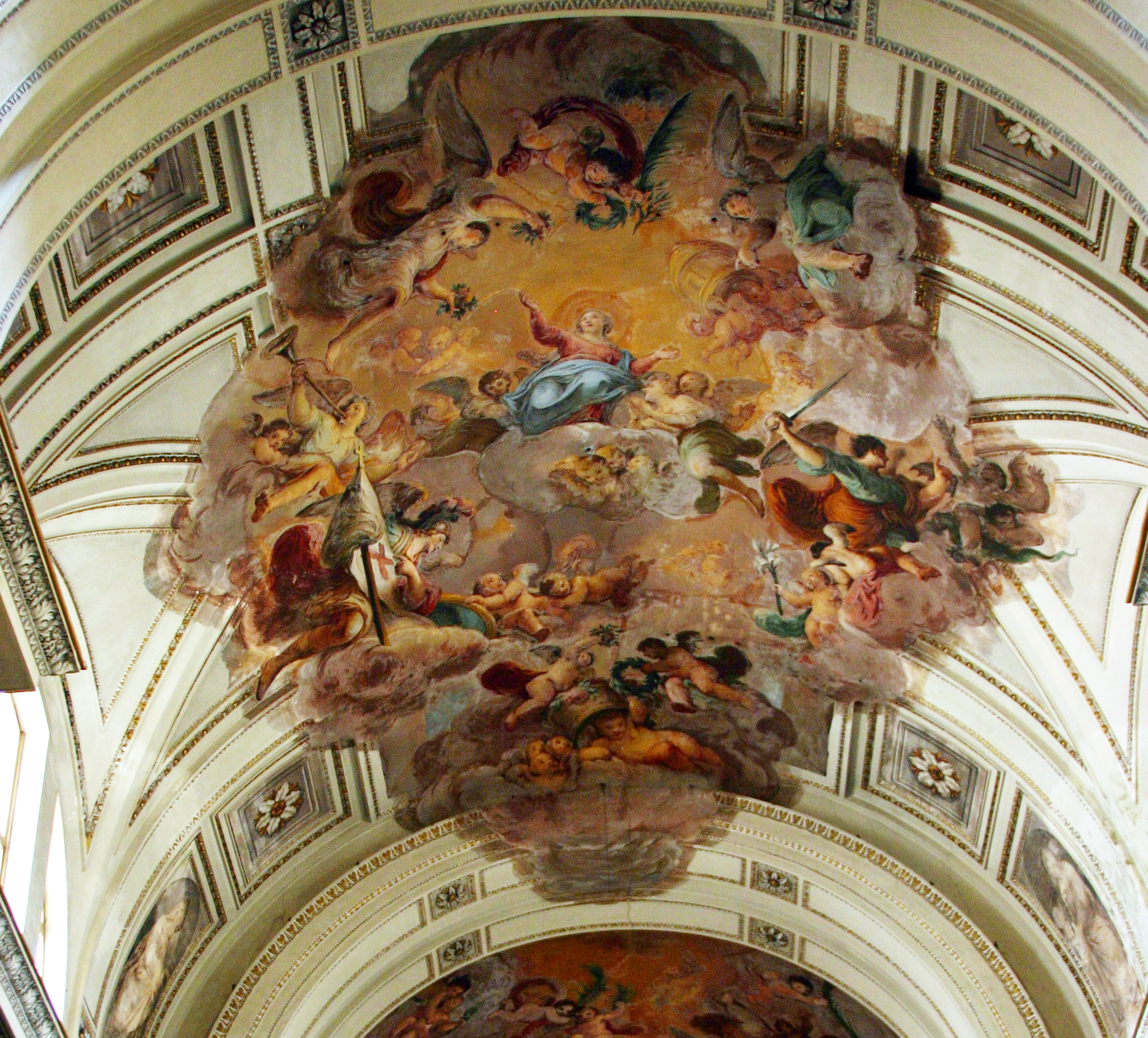
Вознесение Богородицы

### Святыни собора

#### Madonna Libera Inferni

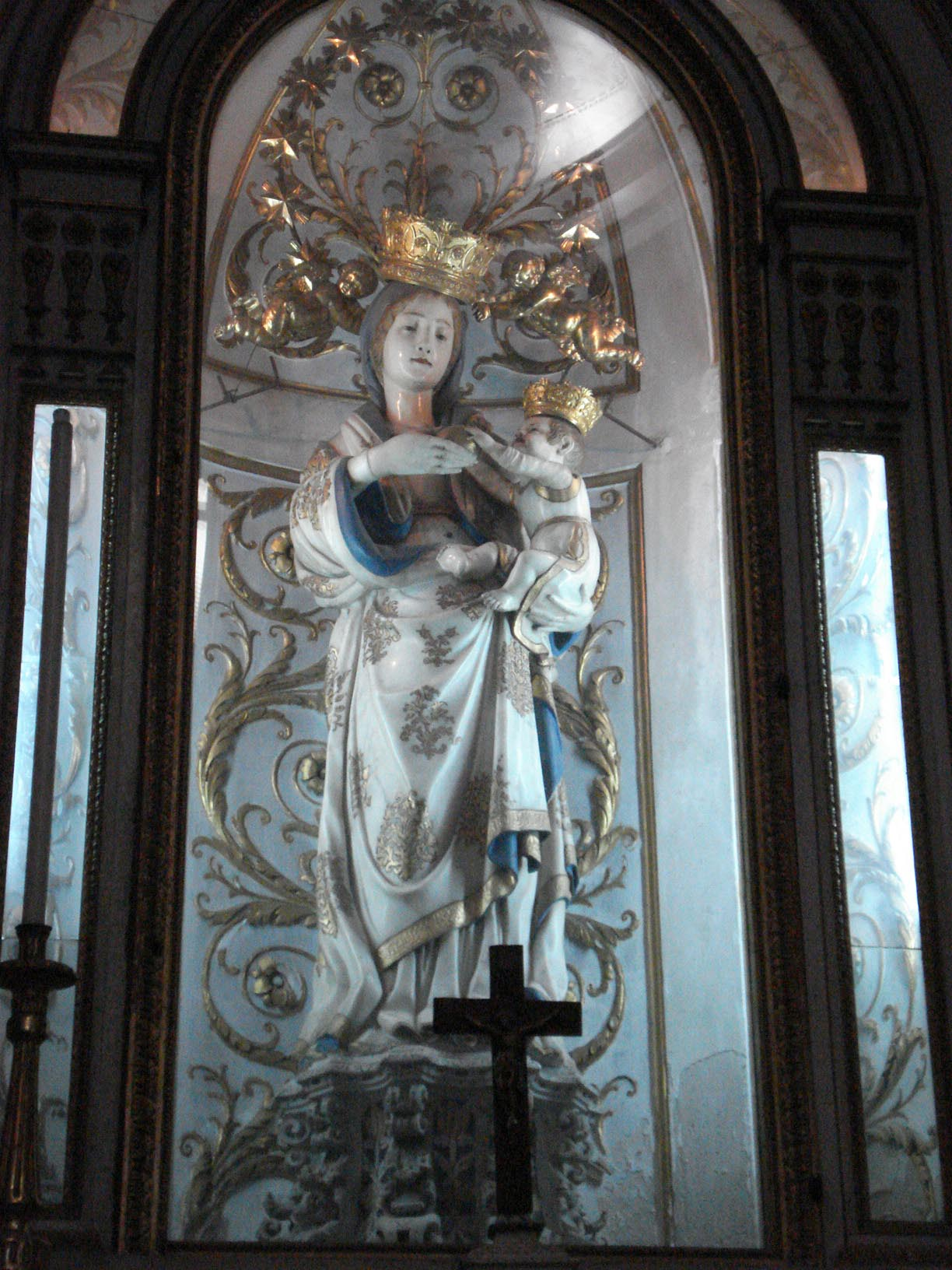
Madonna Libera Inferni

Статуя Богородицы с Младенцем, называемая Madonna Libera Inferni (буквально, «избавляющая из ада»), находится в одной из боковых капелл северного (левого) нефа. Эта статуя принадлежит резцу Франческо Лаурана (1469 год) и предназначалась изначально для церкви Монте-Сан-Джулиано в Трапани. Вопреки желаниям заказчиков, статуя была помещена в соборе Палермо, где стала предметом восторженного почитания. В 1576 году папа Григорий XIII постановил, что заупокойная месса, совершённая на алтаре, освящённом в честь этого образа, может служить одним из условий получения индульгенции. Благодаря этому статуя приобрела своё нынешнее название (хотя и не совсем строгое с богословской точки зрения, так как индульгенция относится не к мучимым в аду, а лишь временно находящимся в чистилище).

#### Капелла Реликвий

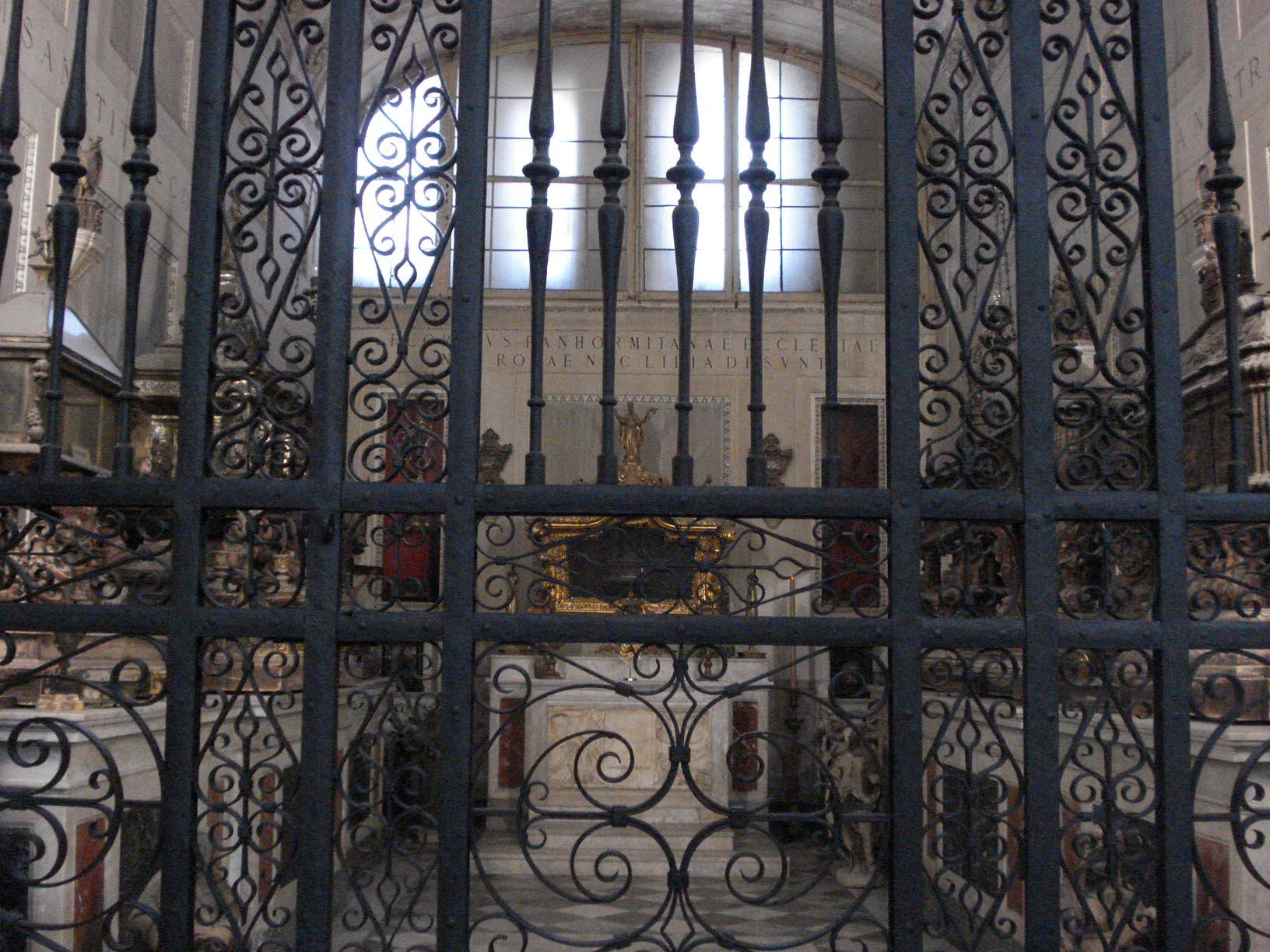
Капелла Реликвий

После реконструкции Фердинандо Фуга большая часть реликвий собора была собрана в особой боковой капелле в южном (правом) нефе собора. В числе реликвий находятся мощи или частицы мощей мучениц Агаты, Кристины, Нинфы и Оливы, до XVII века почитавшихся в качестве покровительниц города, а также часть мощей равноапостольной Марии Магдалины. Доступ в капеллу закрыт массивной решёткой, реликвии выносятся для поклонения верующим в определённые местным обычаем дни.

#### Капелла святой Розалии

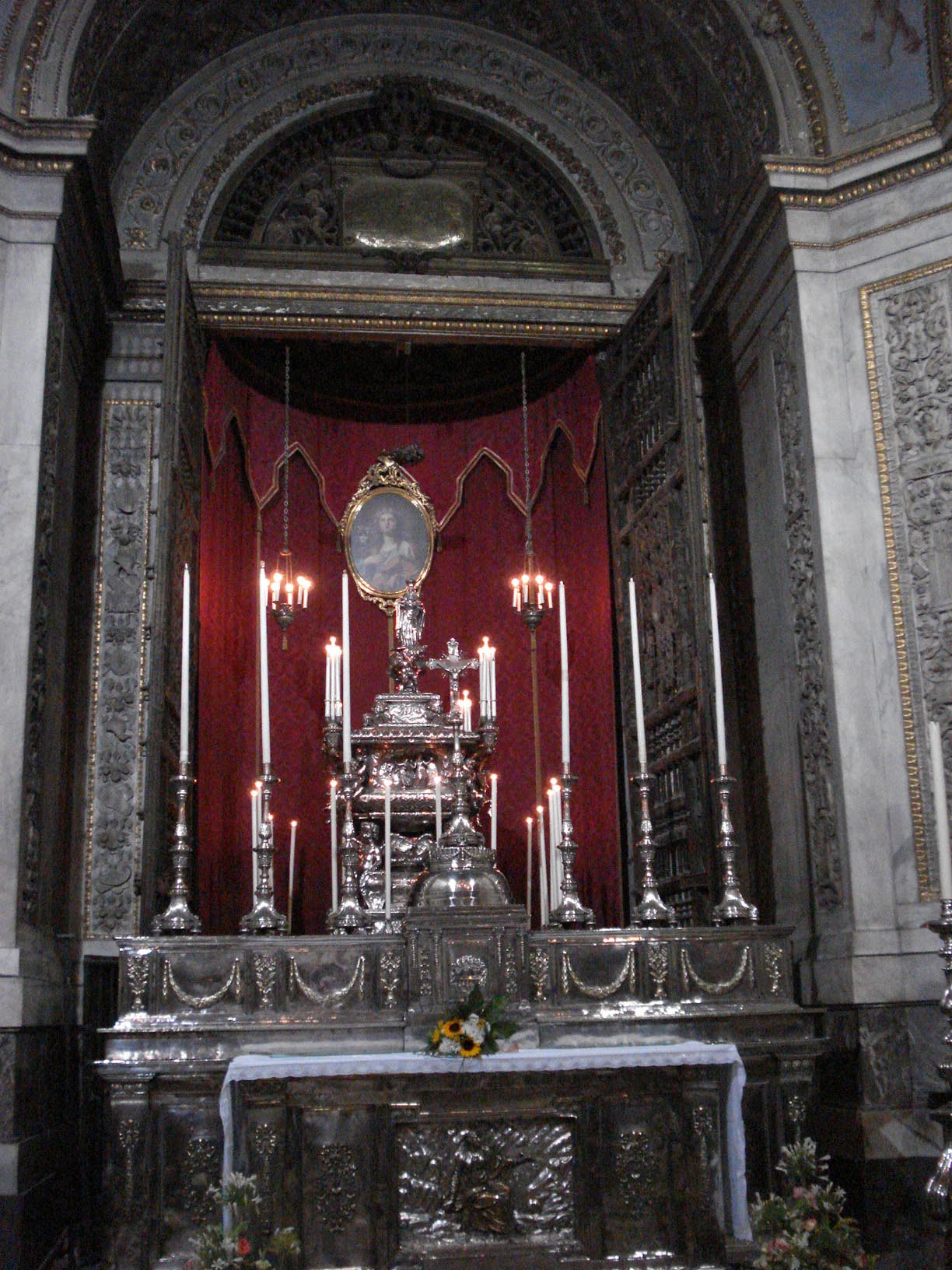
Капелла святой Розалии

Самой известной и почитаемой святыней собора являются мощи святой Розалии — покровительницы Палермо и всей Сицилии. История этой святой, жившей в XII веке, носит легендарный характер, а первое письменное упоминание о ней относится к 1590 году. Местная традиция указывает, что Розалия:
— была представительницей знатного норманнского рода, состоявшего в родстве с Отвилями (иногда утверждается, что она была племянницей или внучкой Вильгельма II Доброго, хотя это представляется совершенно невероятным),
— отказалась от мира и провела жизнь в строгой аскезе в пещере на Монте-Пеллегрино (гора, господствующая над Палермо).
Могила отшельницы оставалась неизвестной на протяжении последующих четырёх столетий. В 1624 году во время эпидемии чумы Розалия, по местному преданию, явившись сначала больной женщине, а затем охотнику, открыла им место своего погребения и указала перенести свои мощи в Палермо. Перенесение обретённых в указанном месте мощей из Монте-Пеллегрино в Палермо было совершено 15 июля 1624 года, после чего эпидемия прекратилась. В 1630 году святая Розалия была канонизирована папой Урбаном VIII, а в 1635 году её мощи были помещены в массивную серебряную раку, изготовленную Мариано Смерилио.

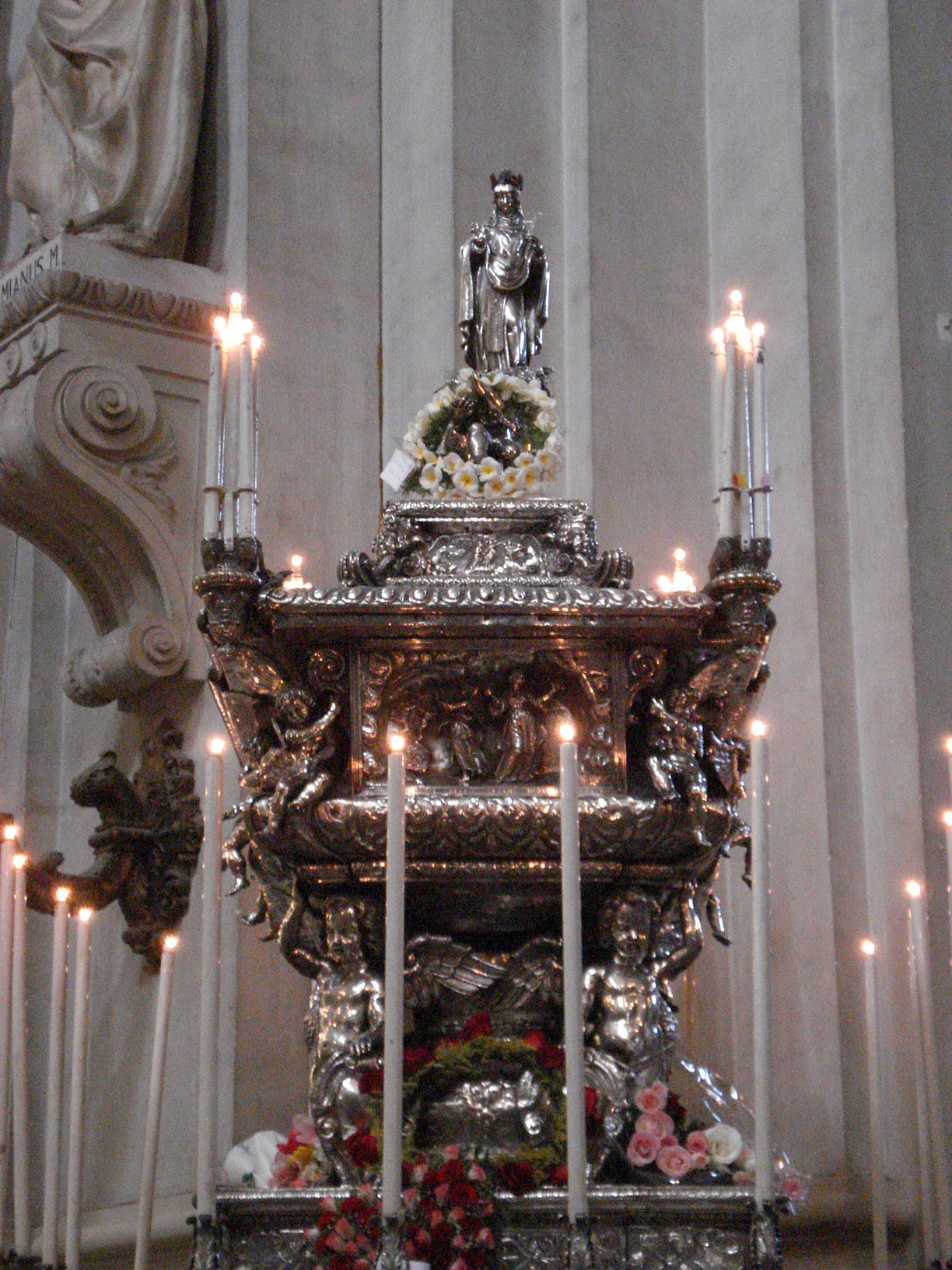
Мощи св. Розалии, вынесенные для крестного хода 15 июля

Рака с мощами святой Розалии находится за алтарём в южной (правой) апсиде собора. Первоначально доступ в капеллу был закрыт массивными бронзовыми воротами, но в настоящее время они постоянно открыты. Статуя, венчающая раку, и заалтарный образ изображают святую в виде юной девушки с венком из роз. Эти изображения являются в значительной степени условными, так как никаких сведений о внешности святой не сохранилось. Стены капеллы увешаны многочисленными вотивными приношениями благодарных верующих.
Ежегодно 15 июля собор становится центром грандиозного праздника, посвящённого святой Розалии. Накануне рака с мощами святой выносится на середину храма для поклонения верующих, а вечером праздничного дня рака проносится крестным ходом по центральным улицам Палермо. На близлежащей площади Пьяцца Вилльена (Кватро Канти) процессию встречают городские власти Палермо, преподносящие святой венок из роз. Эта символическая встреча города со своей покровительницей проходит под возгласы: Viva Palermo! Viva Santa Rosalia!
Начиная с XVII века, святая Розалия наряду со святой Агатой, патронессой Катании, и святой Лючией, патронессой Сиракуз, почитается в качестве покровительницы всей Сицилии. Это делает собор Палермо центром паломничества как собственно сицилийцев, так и многочисленных эмигрантов сицилийского происхождения.

### Королевские гробницы

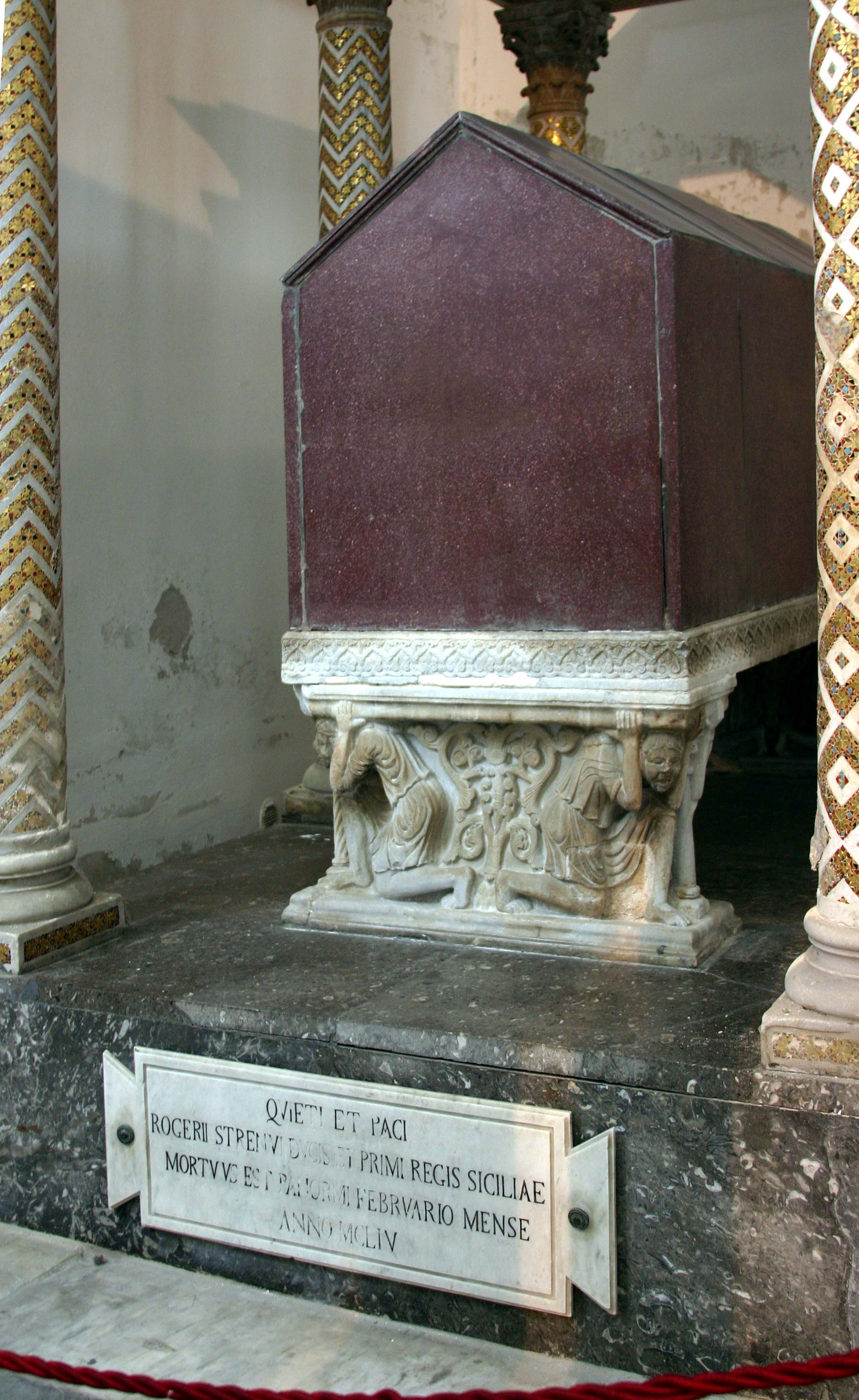
Гробница Рожера II

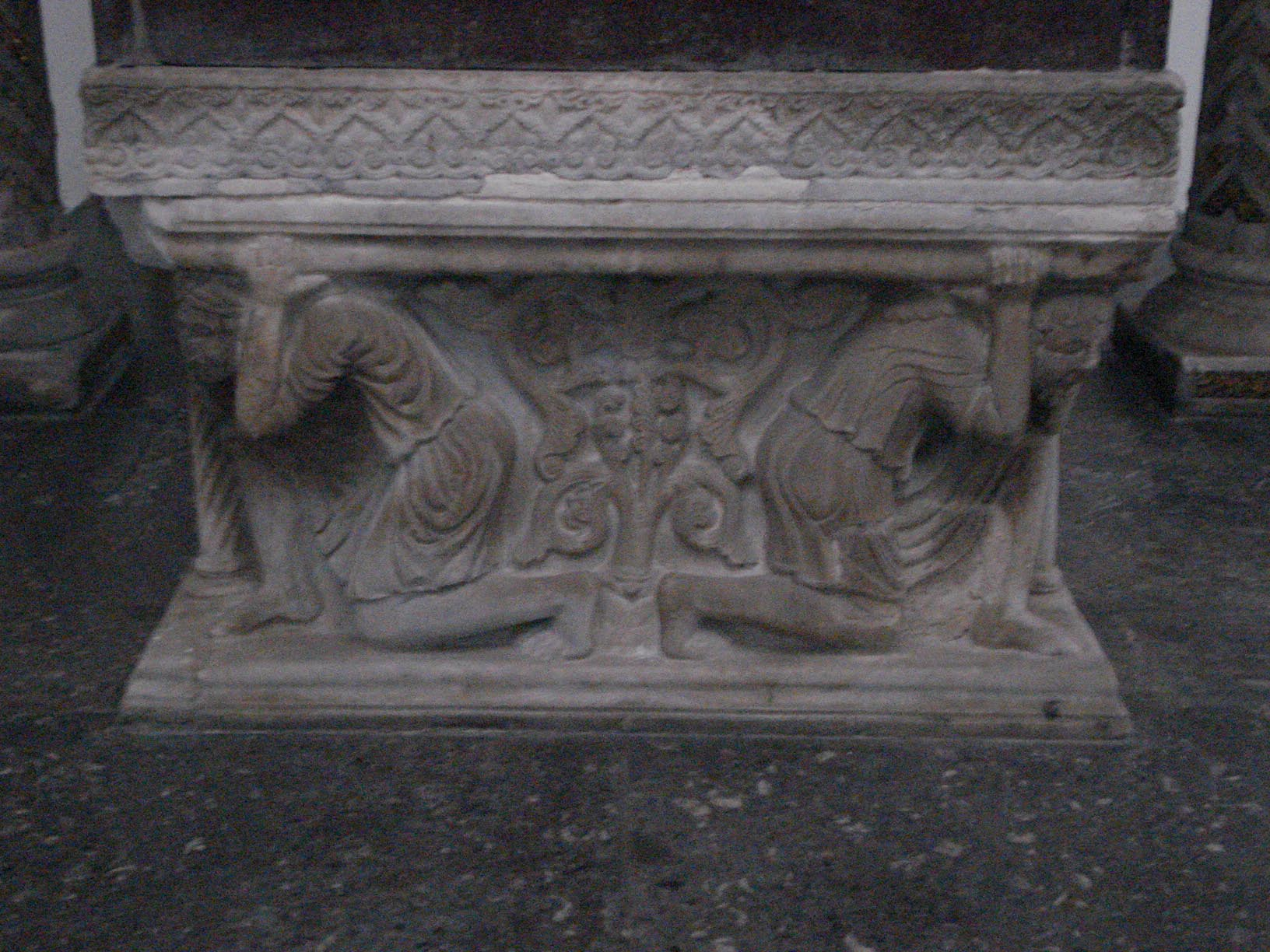
Гробница Рожера II (деталь)

Собор Палермо, помимо своих святынь, известен уникальным комплексом королевских и императорских гробниц XII—XIV веков. После реконструкции Фуга гробницы собраны в первых двух капеллах справа от основных западных ворот собора. Здесь покоятся следующие коронованные особы:
— Рожер II (1095—1154) — первый король Сицилийского королевства (1130—1154 годы),
— Констанция Норманнская (1154—1198) — младшая посмертная дочь Рожера II, королева Сицилии с 1194 года, императрица Священной Римской империи, королева Германии и Италии по браку с Генрихом VI,

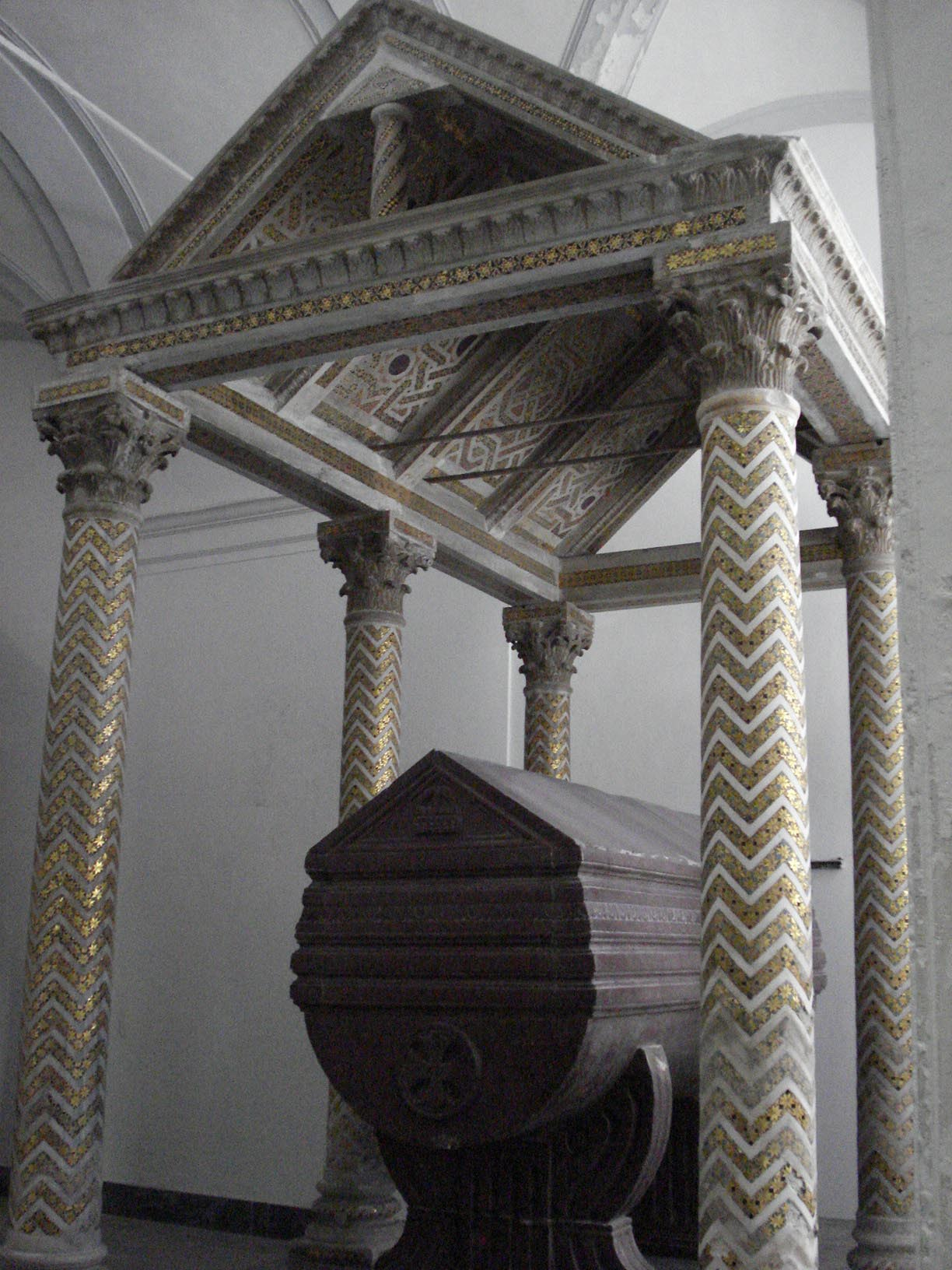
Гробница Констанции Норманнской

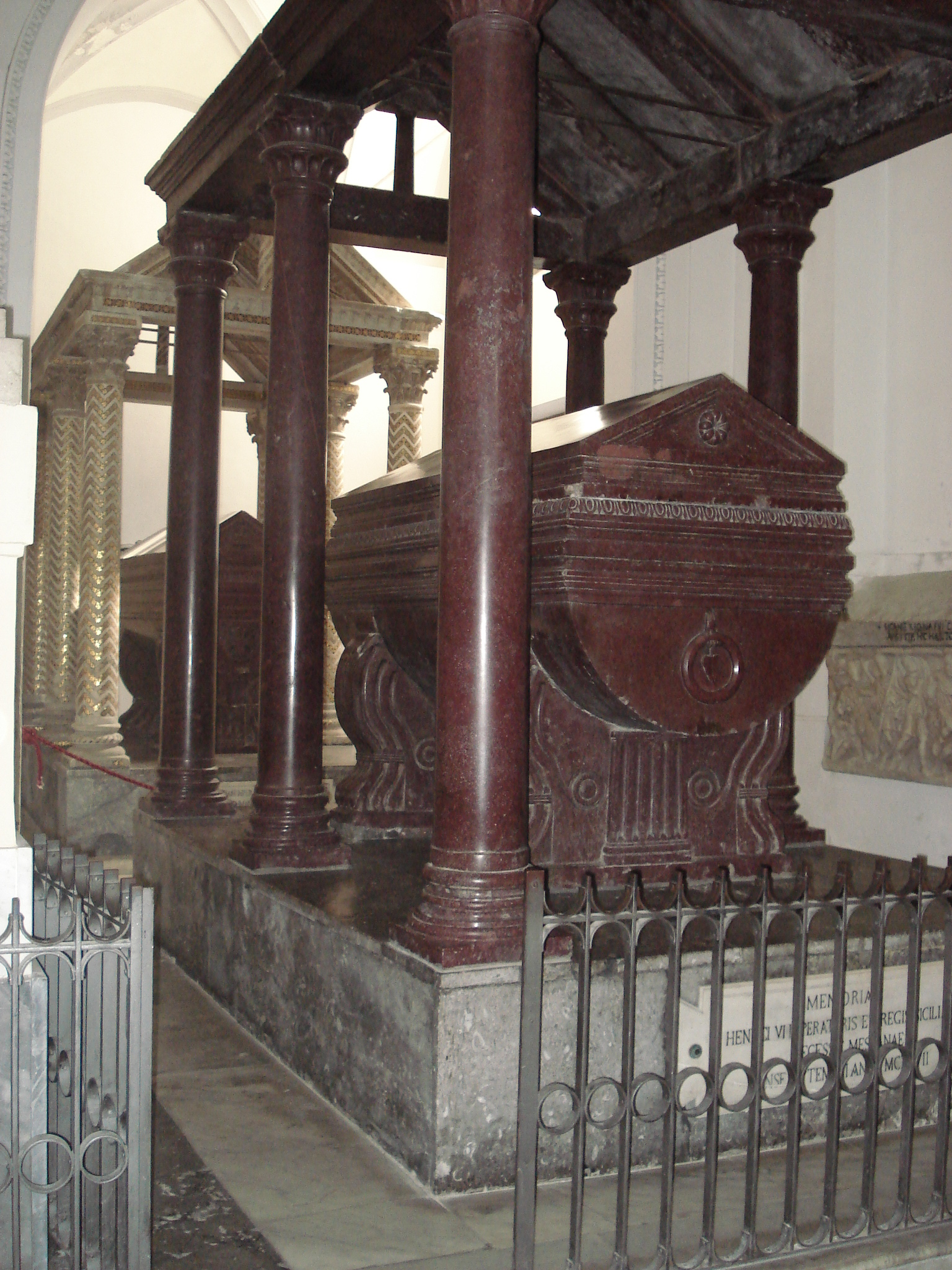
Гробница Генриха VI

— Генрих VI (1165—1197) — император Священной Римской империи (с 1191 года), король Германии (с 1190 года), Италии (с 1186 года), Сицилийского королевства (с 1194 года),
— Фридрих II (1194—1250) — император Священной Римской империи (с 1220 года), король Сицилийского королевства (с 1197 года) и Иерусалима (с 1225 года),
— Констанция Арагонская (1179—1222) — дочь арагонского короля Альфонса II, первая жена Фридриха II, по браку с ним императрица Священной Римской империи и королева Сицилии,
— Педро II (1304—1342) — король Сицилийского королевства (с 1338 года),
— Вильгельм (Гульельмо) Арагонский (1312—1338) — один из братьев Педро II, номинальный герцог Афин и Неопатрии (с 1317 года).
Констанция Арагонская и Вильгельм Афинский покоятся в мраморных античных саркофагах. Констанция Арагонская была погребена в роскошной золотой тиаре, богато убранной жемчугом и драгоценными камнями. Изъятая в 1491 году из гробницы тиара Констанции представлена в настоящее время в Сокровищнице собора.
Гробницы Рожера II, Констанции Норманнской, Генриха VI и Фридриха II представляют собой порфировые саркофаги под балдахинами. Эти гробницы являются уникальными для средневековой Италии как по использованному материалу, так и по качеству и манере исполнения. Балдахины и поддерживающие их колонны гробниц Генриха VI и Фридриха II также изготовлены из порфира, а у Рожера II и Констанции Норманнской — из белого мрамора и покрыты золотой мозаикой.

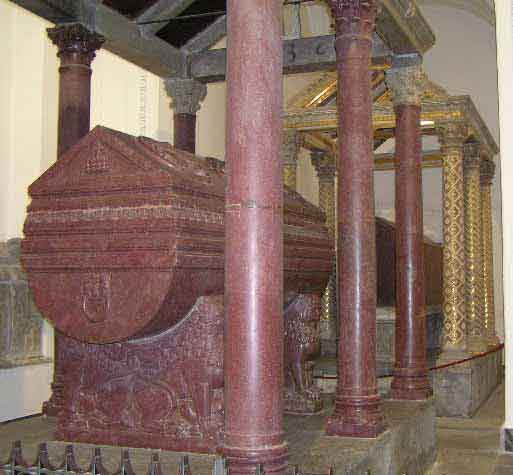
Гробница Фридриха II

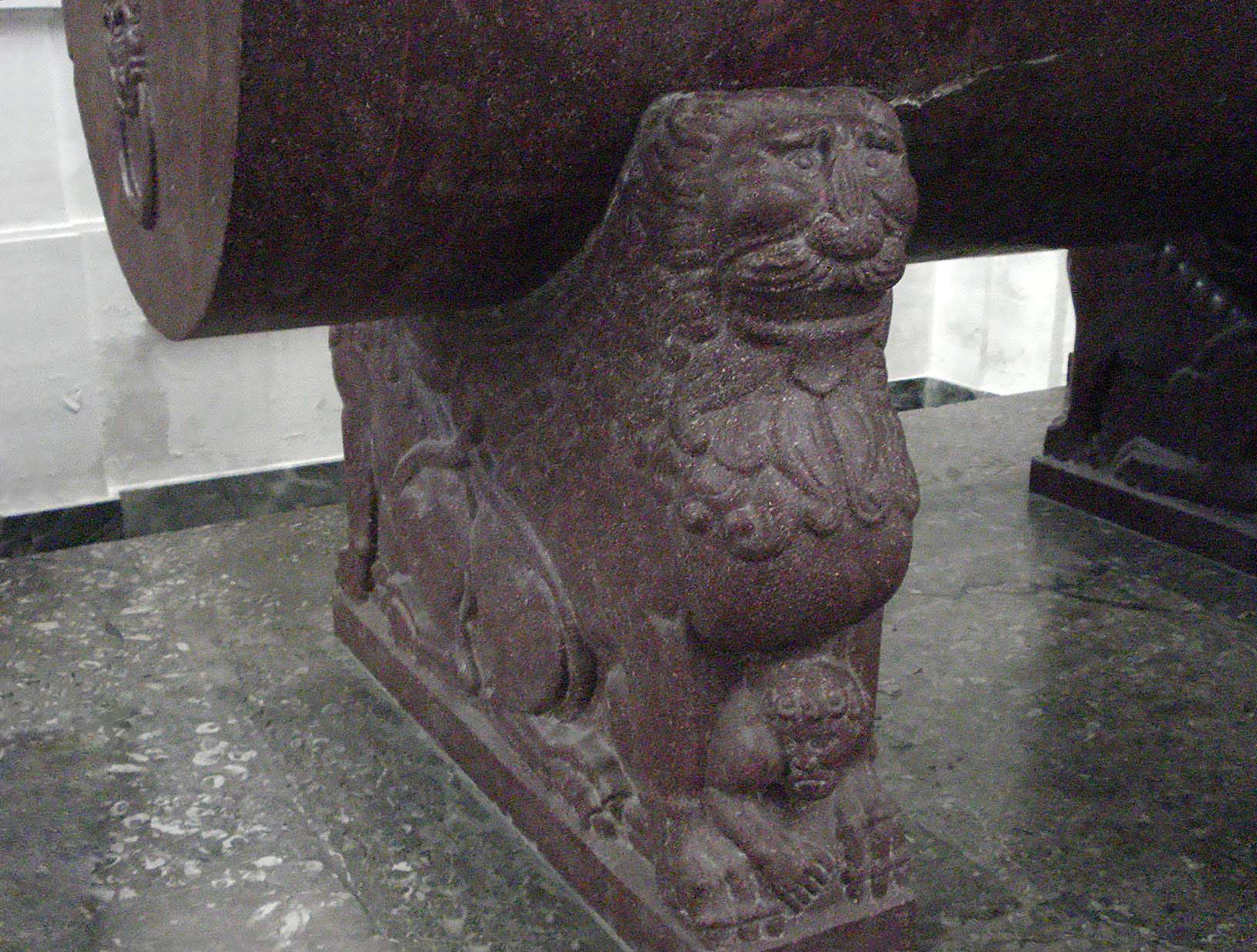
Саркофаг Фридриха II (деталь)

Непроста история этих захоронений. Рожер II в своём завещании указал местом своего погребения собор Чефалу, куда заблаговременно в 1145 году были помещены два массивных порфировых саркофага, богато украшенных резьбой. Тем не менее, после кончины Рожера II его наследник принял решение похоронить отца в столичном соборе, а не в провинциальном Чефалу. Изготовленный для Рожера II палермитанский саркофаг значительно проще надгробий Чефалу, его единственным украшением являются опоры из белого мрамора в виде коленнопреклонённых юношей. После внезапной кончины Генриха VI его вдова Констанция заказала для покойного супруга надгробие по образцу находящихся в Чефалу, но изготовленный поспешно в 1197 году саркофаг был не цельным, а склеенным из четырнадцати отдельных частей. Наконец в 1215 году сын Генриха VI и Констанции Фридрих II приказал перевести из Чефалу в Палермо остававшиеся пустыми саркофаги 1145 года, в один из них он перенёс останки своего отца, а в другом завещал похоронить собственную особу (последнее и было выполнено в 1250 году). В «освободившуюся» при этом гробницу 1197 года было помещено тело матери Фридриха II. В завершение этой чехарды после внезапной кончины короля Педро II его тело было помещено в усыпальницу Фридриха II, так что останки Фридриха II и его праправнука покоятся в одном саркофаге. При вскрытии саркофага Фридриха II в XIX веке выяснилось, что помимо Фридриха II и Педро II здесь находятся кости третьей персоны — женщины, причём принадлежность этих останков остаётся невыясненной до сих пор.

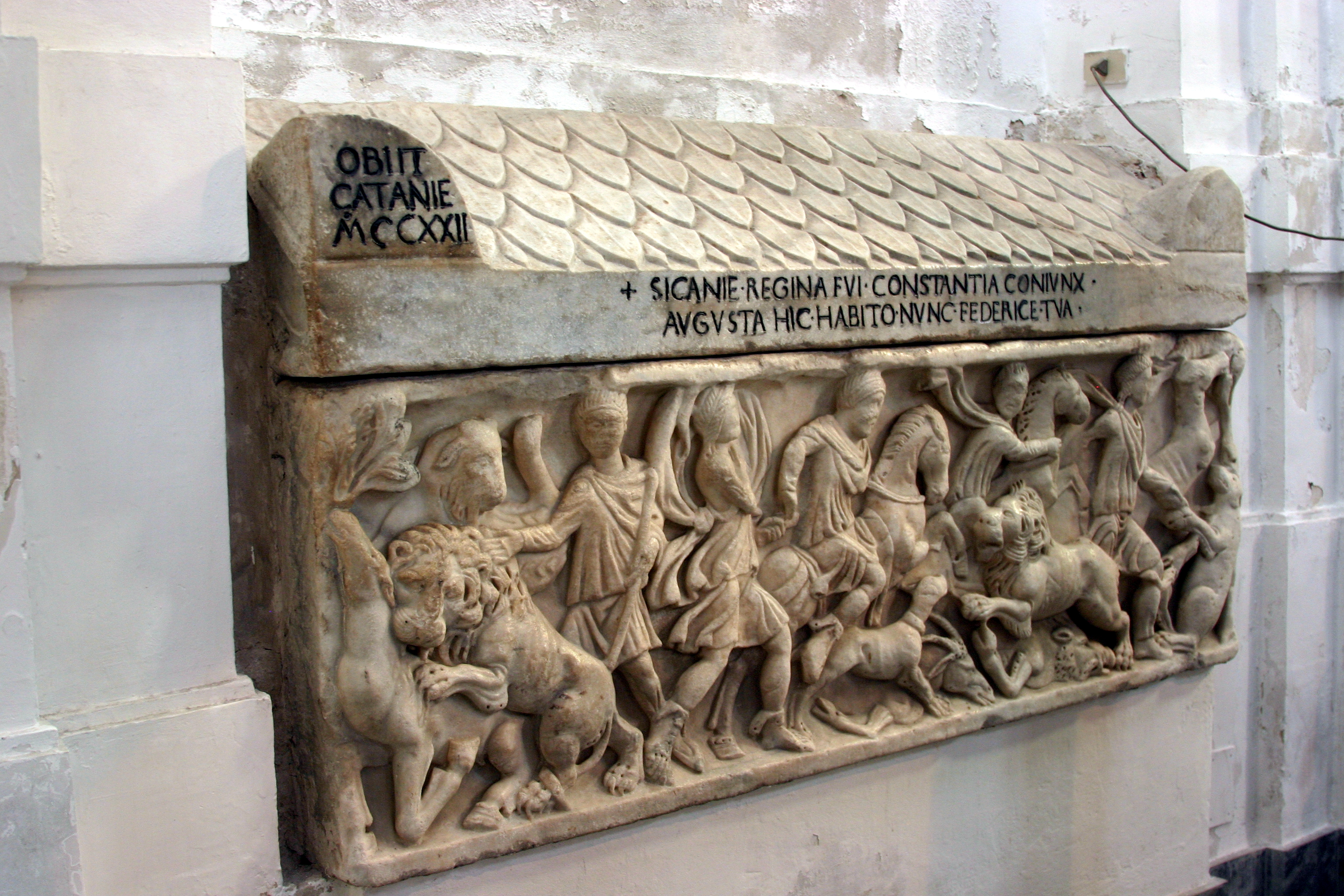
Гробница Констанции Арагонской
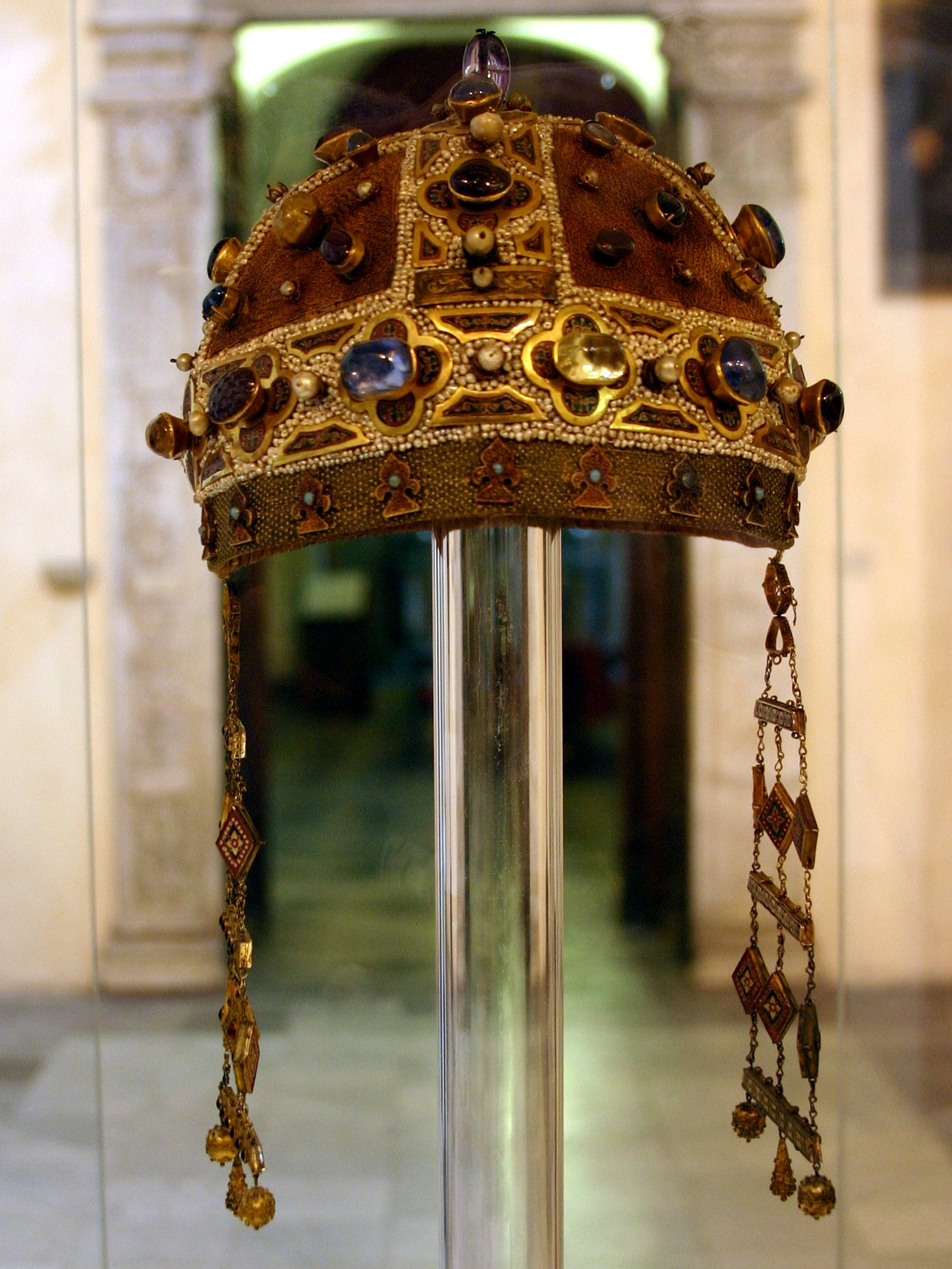
Тиара Констанции Арагонской
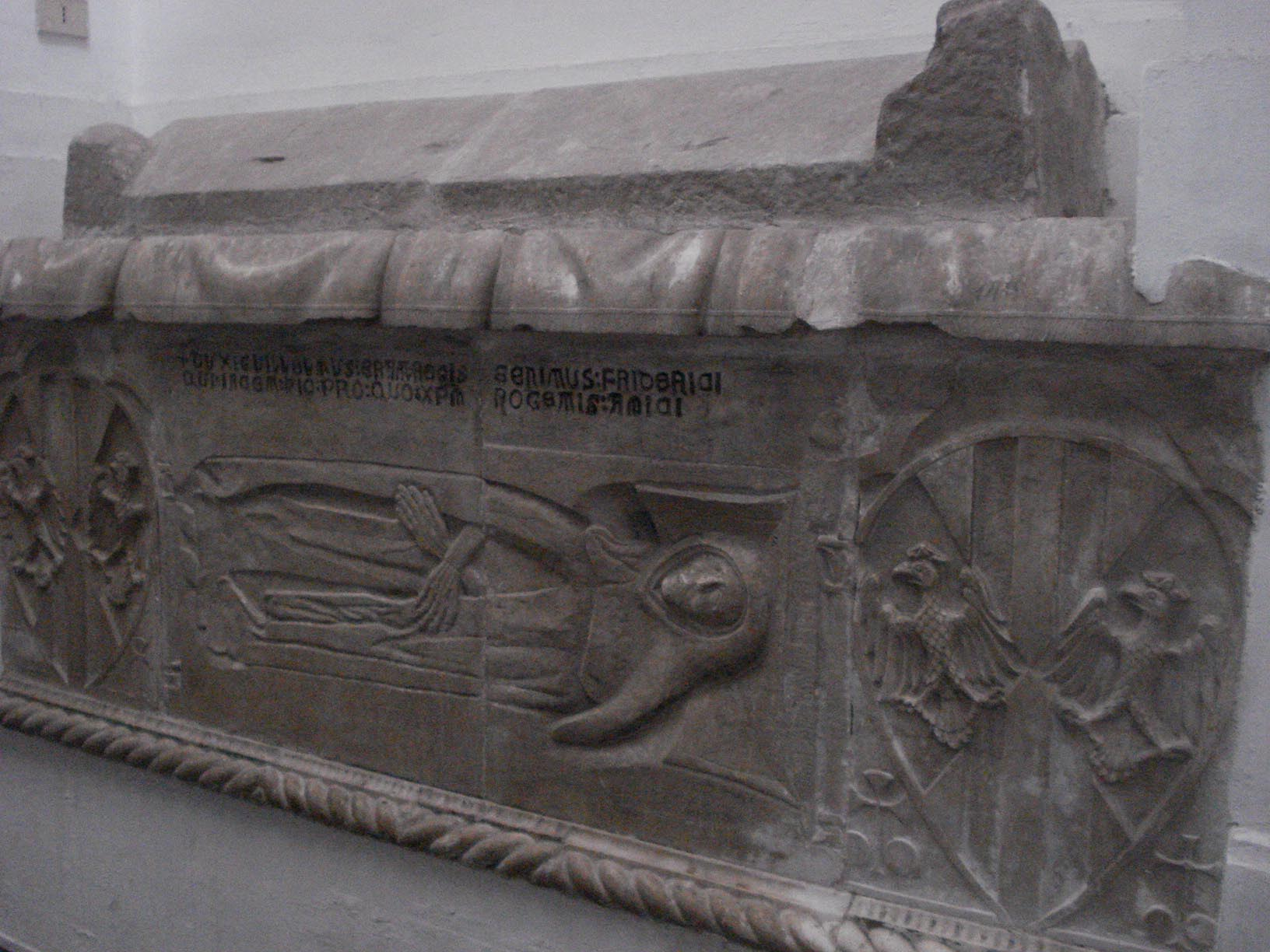
Гробница Вильгельма, герцога Афинского

## Крипта

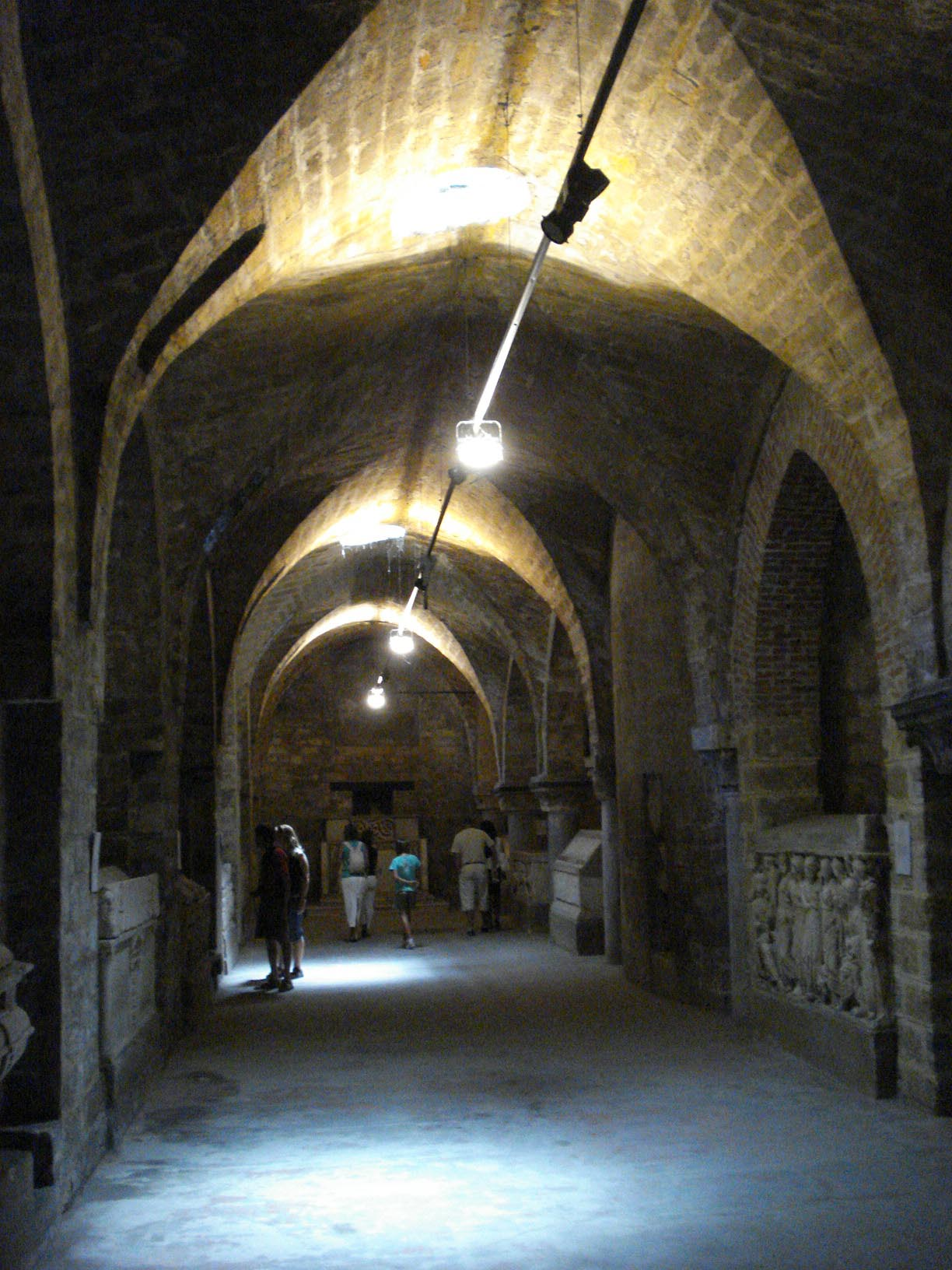
Крипта собора

Крипта собора устроена на месте раннехристианской церкви святого Мамилиана (IV век). В существующем виде крипта сохранила неизменной структуру храма, на месте которого Уолтер Милль начал в 1179 году строительство нынешнего собора.
Крипта имеет два поперечных (по отношению к главному нефу собора) нефа, разделённых гранитными колоннами, и семь апсид с крестовым сводом. Один из нефов крипты частично занят массивным основанием центральной апсиды собора. В крипте в саркофагах античной и византийской эпохи находятся 23 захоронения духовных особ (в основном архиепископов Палермо) и военачальников. Исторический интерес представляют гробницы Никодима (умер в 1072 году), последнего греческого архиепископа Палермо, и Уолтера Милля, основателя нынешнего собора.

## События в новое время
- В 1859 году революционер Гарибальди, находясь на Сицилии в праздник св. Розалии, участвовал в этой фиесте: сел на высокий трон в соборе в образе «королевского защитника веры и церкви», а затем участвовал в традиционной религиозной церемонии, в которой подтверждалась власть папы над Сицилией[9].

## В науке
В 1690 году в соборе был обустроен первый на Сицилии гелиометр, представляющий собой начерченный по оси север-юг на полу главного нефа меридиан и символические изображения знаков зодиака. В солнечный полдень луч света через отверстие в одном из мини-куполов указывает на изображение соответствующего созвездия, в котором находится солнце в данный день.
В 1795 году итальянский астроном Джузеппе Пьяцци, основатель обсерватории в Палермо, использовал (с разрешения архиепископа) собор в качестве обсерватории. Впоследствии обсерватория была обустроена в башне Святой Нинфы Нормандского дворца.

## В культуре
- В конце своего пребывания в Палермо Гёте посетил «Главную церковь» и её достопримечательности, о чём написал в «Путешествии в Италию» (1787 г.) (нем. Italienische Reise)[11].
- Оскар Уайльд в одном из своих писем (16 апреля 1900 года) описывает собор и упоминает своего хорошего знакомого — юного семинариста, жившего при соборе.
- В своих письмах, изданных под заголовком «A Tour Through Sicily and Malta», собор описывает Уильям Бекфорд[12], а английская романистка Джулия Кавана описывает собор в «A Summer and Winter in the Two Sicilies» (1858)[13]
- При премьере оперы Джакомо Мейербера «Роберт Дьявол» (на легенду о Роберте Дьяволе, предположительно герцоге Роберте II Нормандском) в 1831 году декорации в одном из актов представляли интерьер палермского собора, потому что действие Акта V пьесы происходит именно в соборе, несмотря на хронологические несоответствия с датами жизни реального герцога Нормандского[14].
- Из русских писателей здание упоминает В. Катаев в книге «Алмазный мой венец»: «Перед входом в дряхлый величественный собор росла целая роща африканских пальм; пахло светильным газом, горячим кофе, ванилью».